# 2010-es férfi kosárlabda-világbajnokság
A 2010-es férfi kosárlabda-világbajnokság a tizenhatodik volt a sportág történetében, Törökországban került megrendezésre 2010. augusztus 28. és szeptember 12. között.
A 24 csapat részvételével rendezett torna csoportmérkőzéseit négy különböző városban bonyolították le, míg a helyosztóknak Isztambul adott otthont.
A csoportbeosztást 2009. december 15-én sorsolták Isztambulban. A négy hatcsapatos csoportból az első négy jutott a legjobb 16 közé, ahonnan egyenes kieséses rendszerben folytatódott a torna.

## Helyszínek
| Ankara                   | İzmir                    | Kayseri                 | Isztambul                | Isztambul                |
| Ankara Arena             | Halkapınar Sport Hall    | Kayseri Arena           | Abdi İpekçi Arena        | Sinan Erdem Dome         |
| Befogadóképesség: 10 400 | Befogadóképesség: 10 000 | Befogadóképesség: 7 200 | Befogadóképesség: 12 500 | Befogadóképesség: 16 000 |
|                          |                          |                         |                          |                          |

## Selejtezők
Törökország, mint rendező, valamint az Egyesült Államok, mint olimpiai bajnok automatikus jogosultsággal rendelkezett a részvételhez. A csapatok többsége a kontinentális kvalifikációs tornákon vívta ki indulási lehetőségét. A FIBA továbbá négy szabadkártyás csapattal tette teljessé a 24-es mezőnyt.
A részt vevő csapatok:
| FIBA Africa (3) - Angola - Elefántcsontpart - Tunézia FIBA Asia (3+1) - Irán - Jordánia - Kína - Libanon | FIBA Americas (4+1) - Argentína - Brazília - Kanada - Puerto Rico - Egyesült Államok FIBA Oceania (2) - Ausztrália - Új-Zéland | FIBA Europe (6+4) - Franciaország - Görögország - Horvátország - Litvánia - Németország - Oroszország - Spanyolország - Szerbia - Szlovénia - Törökország |

## Csoportok sorsolása
A sorsolást 2009. december 15-én tartották, mely során kialakult a négy hatcsapatos csoport.
| 1. kalap                                                   | 2. kalap                                          | 3. kalap                                     | 4. kalap                                            | 5. kalap                         | 6. kalap                                        |
| ---------------------------------------------------------- | ------------------------------------------------- | -------------------------------------------- | --------------------------------------------------- | -------------------------------- | ----------------------------------------------- |
| Egyesült Államok · Argentína · Spanyolország · Görögország | Szerbia · Szlovénia · Franciaország · Törökország | Brazília · Puerto Rico · Kanada · Ausztrália | Horvátország · Oroszország · Litvánia · Németország | Új-Zéland · Kína · Irán · Angola | Jordánia · Libanon · Tunézia · Elefántcsontpart |

## Csoportkör
| Színmagyarázat                                           |
| -------------------------------------------------------- |
| A csoportok első négy helyezettje bejut a negyeddöntőbe. |
| A csoportok ötödik és hatodik helyezettjei kiesnek.      |

### A csoport (Kayseri)
| Csapat      | M | Gy | V | P+  | P–  | Pk   | P |
| ----------- | - | -- | - | --- | --- | ---- | - |
| Szerbia     | 5 | 4  | 1 | 465 | 356 | +109 | 9 |
| Argentína   | 5 | 4  | 1 | 413 | 379 | +34  | 9 |
| Ausztrália  | 5 | 3  | 2 | 381 | 341 | +40  | 8 |
| Angola      | 5 | 2  | 3 | 340 | 414 | −74  | 7 |
| Németország | 5 | 2  | 3 | 378 | 402 | −24  | 7 |
| Jordánia    | 5 | 0  | 5 | 361 | 446 | −85  | 5 |

| augusztus 28. 16:30 | Ausztrália                               | 76–75     | Jordánia  | Kayseri Arena, Kayseri Játékvezetők: Jose Anibal Carrion (PUR), Murat Biricik (TUR), Samir Abaakil (MAR) |
| augusztus 28. 16:30 | (12–18, 20–21, 24–16, 20–20) Jegyzőkönyv |           |           | Kayseri Arena, Kayseri Játékvezetők: Jose Anibal Carrion (PUR), Murat Biricik (TUR), Samir Abaakil (MAR) |
| augusztus 28. 16:30 | Marić 23                                 | Pont      | Abbas 20  | Kayseri Arena, Kayseri Játékvezetők: Jose Anibal Carrion (PUR), Murat Biricik (TUR), Samir Abaakil (MAR) |
| augusztus 28. 16:30 | Andersen, Marić 9                        | Lepattanó | Abbas 10  | Kayseri Arena, Kayseri Játékvezetők: Jose Anibal Carrion (PUR), Murat Biricik (TUR), Samir Abaakil (MAR) |
| augusztus 28. 16:30 | Andersen 4                               | Gólpassz  | Daghlas 9 | Kayseri Arena, Kayseri Játékvezetők: Jose Anibal Carrion (PUR), Murat Biricik (TUR), Samir Abaakil (MAR) |

| augusztus 28. 19:00 | Angola                                      | 44–94     | Szerbia      | Kayseri Arena, Kayseri Játékvezetők: Juan Arteaga (ESP), Longsheng Qiao (CHN), Marcos Fornies Benito (BRA) |
| augusztus 28. 19:00 | (9–25, 9–18, 14–34, 12–17) Jegyzőkönyv      |           |              | Kayseri Arena, Kayseri Játékvezetők: Juan Arteaga (ESP), Longsheng Qiao (CHN), Marcos Fornies Benito (BRA) |
| augusztus 28. 19:00 | Cipriano 10                                 | Pont      | Rašić 22     | Kayseri Arena, Kayseri Játékvezetők: Juan Arteaga (ESP), Longsheng Qiao (CHN), Marcos Fornies Benito (BRA) |
| augusztus 28. 19:00 | Ambrosio 7                                  | Lepattanó | Kešelj 8     | Kayseri Arena, Kayseri Játékvezetők: Juan Arteaga (ESP), Longsheng Qiao (CHN), Marcos Fornies Benito (BRA) |
| augusztus 28. 19:00 | Cipriano, Gomes, Almeida, Lutonda, Mingas 1 | Gólpassz  | Veličković 7 | Kayseri Arena, Kayseri Játékvezetők: Juan Arteaga (ESP), Longsheng Qiao (CHN), Marcos Fornies Benito (BRA) |

| augusztus 28. 21:30 | Németország                              | 74–78     | Argentína  | Kayseri Arena, Kayseri Játékvezetők: William Gene Kennedy (USA), Eddie Viator (FRA), Olegs Latisevs (LAT) |
| augusztus 28. 21:30 | (18–23, 24–16, 12–26, 20–13) Jegyzőkönyv |           |            | Kayseri Arena, Kayseri Játékvezetők: William Gene Kennedy (USA), Eddie Viator (FRA), Olegs Latisevs (LAT) |
| augusztus 28. 21:30 | Greene 20                                | Pont      | Delfino 27 | Kayseri Arena, Kayseri Játékvezetők: William Gene Kennedy (USA), Eddie Viator (FRA), Olegs Latisevs (LAT) |
| augusztus 28. 21:30 | Jagla 10                                 | Lepattanó | Delfino 8  | Kayseri Arena, Kayseri Játékvezetők: William Gene Kennedy (USA), Eddie Viator (FRA), Olegs Latisevs (LAT) |
| augusztus 28. 21:30 | Hamann 5                                 | Gólpassz  | Prigioni 5 | Kayseri Arena, Kayseri Játékvezetők: William Gene Kennedy (USA), Eddie Viator (FRA), Olegs Latisevs (LAT) |

| augusztus 29. 16:30 | Jordánia                                 | 65–79     | Angola                        | Kayseri Arena, Kayseri Játékvezetők: William Gene Kennedy (USA), Eddie Viator (FRA), Olegs Latisevs (LAT) |
| augusztus 29. 16:30 | (17–16, 18–13, 12–17, 18–33) Jegyzőkönyv |           |                               | Kayseri Arena, Kayseri Játékvezetők: William Gene Kennedy (USA), Eddie Viator (FRA), Olegs Latisevs (LAT) |
| augusztus 29. 16:30 | Wright 18                                | Pont      | Lutonda 16                    | Kayseri Arena, Kayseri Játékvezetők: William Gene Kennedy (USA), Eddie Viator (FRA), Olegs Latisevs (LAT) |
| augusztus 29. 16:30 | Abbas 11                                 | Lepattanó | Almeida, Ambrosio, Gomes 6    | Kayseri Arena, Kayseri Játékvezetők: William Gene Kennedy (USA), Eddie Viator (FRA), Olegs Latisevs (LAT) |
| augusztus 29. 16:30 | Daghlas 5                                | Gólpassz  | Cipriano, Almeida, Ambrosio 3 | Kayseri Arena, Kayseri Játékvezetők: William Gene Kennedy (USA), Eddie Viator (FRA), Olegs Latisevs (LAT) |

| augusztus 29. 19:00 | Szerbia                                            | 81–82 (2x h. u.) | Németország | Kayseri Arena, Kayseri Játékvezetők: Jose Anibal Carrion (PUR), Marcos Fornies Benito (BRA), Samir Abaakil (MAR) |
| augusztus 29. 19:00 | (17–14, 18–23, 19–19, 15–13, 4–4, 8–9) Jegyzőkönyv |                  |             | Kayseri Arena, Kayseri Játékvezetők: Jose Anibal Carrion (PUR), Marcos Fornies Benito (BRA), Samir Abaakil (MAR) |
| augusztus 29. 19:00 | Perović 20                                         | Pont             | Jagla 22    | Kayseri Arena, Kayseri Játékvezetők: Jose Anibal Carrion (PUR), Marcos Fornies Benito (BRA), Samir Abaakil (MAR) |
| augusztus 29. 19:00 | Velicković 9                                       | Lepattanó        | Jagla 9     | Kayseri Arena, Kayseri Játékvezetők: Jose Anibal Carrion (PUR), Marcos Fornies Benito (BRA), Samir Abaakil (MAR) |
| augusztus 29. 19:00 | Marković 7                                         | Gólpassz         | Jagla 4     | Kayseri Arena, Kayseri Játékvezetők: Jose Anibal Carrion (PUR), Marcos Fornies Benito (BRA), Samir Abaakil (MAR) |

| augusztus 29. 21:30 | Argentína                                | 74–72     | Ausztrália | Kayseri Arena, Kayseri Játékvezetők: Juan Arteaga (ESP), Guerrino Cerebuch (ITA), Longsheng Qiao (CHN) |
| augusztus 29. 21:30 | (20–25, 13–14, 19–17, 22–16) Jegyzőkönyv |           |            | Kayseri Arena, Kayseri Játékvezetők: Juan Arteaga (ESP), Guerrino Cerebuch (ITA), Longsheng Qiao (CHN) |
| augusztus 29. 21:30 | Scola 31                                 | Pont      | Ingles 22  | Kayseri Arena, Kayseri Játékvezetők: Juan Arteaga (ESP), Guerrino Cerebuch (ITA), Longsheng Qiao (CHN) |
| augusztus 29. 21:30 | Jasen 10                                 | Lepattanó | Nielsen 10 | Kayseri Arena, Kayseri Játékvezetők: Juan Arteaga (ESP), Guerrino Cerebuch (ITA), Longsheng Qiao (CHN) |
| augusztus 29. 21:30 | Prigioni 7                               | Gólpassz  | Mills 5    | Kayseri Arena, Kayseri Játékvezetők: Juan Arteaga (ESP), Guerrino Cerebuch (ITA), Longsheng Qiao (CHN) |

| augusztus 30. 16:30 | Jordánia                                 | 69–112    | Szerbia              | Kayseri Arena, Kayseri Játékvezetők: Guerrino Cerebuch (ITA), Eddie Viator (FRA), Longsheng Qiao (CHN) |
| augusztus 30. 16:30 | (20–33, 17–24, 11–26, 21–29) Jegyzőkönyv |           |                      | Kayseri Arena, Kayseri Játékvezetők: Guerrino Cerebuch (ITA), Eddie Viator (FRA), Longsheng Qiao (CHN) |
| augusztus 30. 16:30 | Daghlas 19                               | Pont      | Savanović, Kešelj 21 | Kayseri Arena, Kayseri Játékvezetők: Guerrino Cerebuch (ITA), Eddie Viator (FRA), Longsheng Qiao (CHN) |
| augusztus 30. 16:30 | Adais 7                                  | Lepattanó | Savanović 7          | Kayseri Arena, Kayseri Játékvezetők: Guerrino Cerebuch (ITA), Eddie Viator (FRA), Longsheng Qiao (CHN) |
| augusztus 30. 16:30 | Daghlas 4                                | Gólpassz  | Rašić 8              | Kayseri Arena, Kayseri Játékvezetők: Guerrino Cerebuch (ITA), Eddie Viator (FRA), Longsheng Qiao (CHN) |

| augusztus 30. 19:00 | Ausztrália                              | 78–43     | Németország    | Kayseri Arena, Kayseri Játékvezetők: William Gene Kennedy (USA), Juan Arteaga (ESP), Murat Biricik (TUR) |
| augusztus 30. 19:00 | (19–7, 19–13, 24–11, 16–12) Jegyzőkönyv |           |                | Kayseri Arena, Kayseri Játékvezetők: William Gene Kennedy (USA), Juan Arteaga (ESP), Murat Biricik (TUR) |
| augusztus 30. 19:00 | Mills 16                                | Pont      | Benzing 11     | Kayseri Arena, Kayseri Játékvezetők: William Gene Kennedy (USA), Juan Arteaga (ESP), Murat Biricik (TUR) |
| augusztus 30. 19:00 | Andersen 8                              | Lepattanó | Pleiß 7        | Kayseri Arena, Kayseri Játékvezetők: William Gene Kennedy (USA), Juan Arteaga (ESP), Murat Biricik (TUR) |
| augusztus 30. 19:00 | Mills 7                                 | Gólpassz  | Schaffartzik 3 | Kayseri Arena, Kayseri Játékvezetők: William Gene Kennedy (USA), Juan Arteaga (ESP), Murat Biricik (TUR) |

| augusztus 30. 21:30 | Angola                                   | 70–91     | Argentína        | Kayseri Arena, Kayseri Játékvezetők: Jose Anibal Carrion (PUR), Samir Abaakil (MAR), Marcos Fornies Benito (BRA) |
| augusztus 30. 21:30 | (20–23, 12–22, 27–19, 11–27) Jegyzőkönyv |           |                  | Kayseri Arena, Kayseri Játékvezetők: Jose Anibal Carrion (PUR), Samir Abaakil (MAR), Marcos Fornies Benito (BRA) |
| augusztus 30. 21:30 | Gomes 16                                 | Pont      | Scola 32         | Kayseri Arena, Kayseri Játékvezetők: Jose Anibal Carrion (PUR), Samir Abaakil (MAR), Marcos Fornies Benito (BRA) |
| augusztus 30. 21:30 | Gomes 7                                  | Lepattanó | Scola 8          | Kayseri Arena, Kayseri Játékvezetők: Jose Anibal Carrion (PUR), Samir Abaakil (MAR), Marcos Fornies Benito (BRA) |
| augusztus 30. 21:30 | Gomes 5                                  | Gólpassz  | Delfino, Jasen 4 | Kayseri Arena, Kayseri Játékvezetők: Jose Anibal Carrion (PUR), Samir Abaakil (MAR), Marcos Fornies Benito (BRA) |

| szeptember 1. 16:30 | Szerbia                                  | 94–79     | Ausztrália | Kayseri Arena, Kayseri Játékvezetők: Jose Anibal Carrion (PUR), William Gene Kennedy (USA), Eddie Viator (FRA) |
| szeptember 1. 16:30 | (16–12, 27–25, 26–24, 25–18) Jegyzőkönyv |           |            | Kayseri Arena, Kayseri Játékvezetők: Jose Anibal Carrion (PUR), William Gene Kennedy (USA), Eddie Viator (FRA) |
| szeptember 1. 16:30 | Teodosić 19                              | Pont      | Newley 13  | Kayseri Arena, Kayseri Játékvezetők: Jose Anibal Carrion (PUR), William Gene Kennedy (USA), Eddie Viator (FRA) |
| szeptember 1. 16:30 | Krstić 10                                | Lepattanó | Andersen 7 | Kayseri Arena, Kayseri Játékvezetők: Jose Anibal Carrion (PUR), William Gene Kennedy (USA), Eddie Viator (FRA) |
| szeptember 1. 16:30 | Teodosić 3                               | Gólpassz  | Mills 6    | Kayseri Arena, Kayseri Játékvezetők: Jose Anibal Carrion (PUR), William Gene Kennedy (USA), Eddie Viator (FRA) |

| szeptember 1. 19:00 | Németország                                     | 88–92 (1x h. u.) | Angola            | Kayseri Arena, Kayseri Játékvezetők: Guerrino Cerebuch (ITA), Juan Arteaga (ESP), Samir Abaakil (MAR) |
| szeptember 1. 19:00 | (19–19, 16–21, 19–18, 24–20, 10–14) Jegyzőkönyv |                  |                   | Kayseri Arena, Kayseri Játékvezetők: Guerrino Cerebuch (ITA), Juan Arteaga (ESP), Samir Abaakil (MAR) |
| szeptember 1. 19:00 | Jagla 23                                        | Pont             | Cipriano 30       | Kayseri Arena, Kayseri Játékvezetők: Guerrino Cerebuch (ITA), Juan Arteaga (ESP), Samir Abaakil (MAR) |
| szeptember 1. 19:00 | Schaffartzik 7                                  | Lepattanó        | Gomes 14          | Kayseri Arena, Kayseri Játékvezetők: Guerrino Cerebuch (ITA), Juan Arteaga (ESP), Samir Abaakil (MAR) |
| szeptember 1. 19:00 | Hamann 5                                        | Gólpassz         | Almeida, Morais 3 | Kayseri Arena, Kayseri Játékvezetők: Guerrino Cerebuch (ITA), Juan Arteaga (ESP), Samir Abaakil (MAR) |

| szeptember 1. 21:30 | Argentína                                | 88–79     | Jordánia  | Kayseri Arena, Kayseri Játékvezetők: Murat Biricik (TUR), Marcos Fornies Benito (BRA), Olegs Latisevs (LAT) |
| szeptember 1. 21:30 | (35–19, 14–18, 12–18, 27–24) Jegyzőkönyv |           |           | Kayseri Arena, Kayseri Játékvezetők: Murat Biricik (TUR), Marcos Fornies Benito (BRA), Olegs Latisevs (LAT) |
| szeptember 1. 21:30 | Scola 30                                 | Pont      | Wright 22 | Kayseri Arena, Kayseri Játékvezetők: Murat Biricik (TUR), Marcos Fornies Benito (BRA), Olegs Latisevs (LAT) |
| szeptember 1. 21:30 | Scola 13                                 | Lepattanó | Abbas 10  | Kayseri Arena, Kayseri Játékvezetők: Murat Biricik (TUR), Marcos Fornies Benito (BRA), Olegs Latisevs (LAT) |
| szeptember 1. 21:30 | Prigioni 9                               | Gólpassz  | Daghlas 4 | Kayseri Arena, Kayseri Játékvezetők: Murat Biricik (TUR), Marcos Fornies Benito (BRA), Olegs Latisevs (LAT) |

| szeptember 2. 16:30 | Angola                                  | 55–76     | Ausztrália | Kayseri Arena, Kayseri Játékvezetők: Marcos Fornies Benito (BRA), Olegs Latisevs (LAT), Samir Abaakil (MAR) |
| szeptember 2. 16:30 | (18–15, 11–24, 9–21, 17–16) Jegyzőkönyv |           |            | Kayseri Arena, Kayseri Játékvezetők: Marcos Fornies Benito (BRA), Olegs Latisevs (LAT), Samir Abaakil (MAR) |
| szeptember 2. 16:30 | Lutonda 9                               | Pont      | Mills 11   | Kayseri Arena, Kayseri Játékvezetők: Marcos Fornies Benito (BRA), Olegs Latisevs (LAT), Samir Abaakil (MAR) |
| szeptember 2. 16:30 | Gomes 5                                 | Lepattanó | Nielsen 7  | Kayseri Arena, Kayseri Játékvezetők: Marcos Fornies Benito (BRA), Olegs Latisevs (LAT), Samir Abaakil (MAR) |
| szeptember 2. 16:30 | Morais 3                                | Gólpassz  | Nielsen 6  | Kayseri Arena, Kayseri Játékvezetők: Marcos Fornies Benito (BRA), Olegs Latisevs (LAT), Samir Abaakil (MAR) |

| szeptember 2. 19:00 | Argentína                                | 82–84     | Szerbia      | Kayseri Arena, Kayseri Játékvezetők: William Gene Kennedy (USA), Juan Arteaga (ESP), Murat Biricik (TUR) |
| szeptember 2. 19:00 | (22–20, 17–20, 15–18, 28–26) Jegyzőkönyv |           |              | Kayseri Arena, Kayseri Játékvezetők: William Gene Kennedy (USA), Juan Arteaga (ESP), Murat Biricik (TUR) |
| szeptember 2. 19:00 | Scola 32                                 | Pont      | Savanović 19 | Kayseri Arena, Kayseri Játékvezetők: William Gene Kennedy (USA), Juan Arteaga (ESP), Murat Biricik (TUR) |
| szeptember 2. 19:00 | Delfino, Scola 7                         | Lepattanó | Krstić 8     | Kayseri Arena, Kayseri Játékvezetők: William Gene Kennedy (USA), Juan Arteaga (ESP), Murat Biricik (TUR) |
| szeptember 2. 19:00 | Prigioni 9                               | Gólpassz  | Teodosić 4   | Kayseri Arena, Kayseri Játékvezetők: William Gene Kennedy (USA), Juan Arteaga (ESP), Murat Biricik (TUR) |

| szeptember 2. 21:30 | Jordánia                                 | 73–91     | Németország  | Kayseri Arena, Kayseri Játékvezetők: Guerrino Cerebuch (ITA), Longsheng Qiao (CHN), Eddie Viator (FRA) |
| szeptember 2. 21:30 | (17–28, 16–12, 17–27, 23–24) Jegyzőkönyv |           |              | Kayseri Arena, Kayseri Játékvezetők: Guerrino Cerebuch (ITA), Longsheng Qiao (CHN), Eddie Viator (FRA) |
| szeptember 2. 21:30 | Daghlas 22                               | Pont      | Pleiß 23     | Kayseri Arena, Kayseri Játékvezetők: Guerrino Cerebuch (ITA), Longsheng Qiao (CHN), Eddie Viator (FRA) |
| szeptember 2. 21:30 | Al-Khas 9                                | Lepattanó | Ohlbrecht 10 | Kayseri Arena, Kayseri Játékvezetők: Guerrino Cerebuch (ITA), Longsheng Qiao (CHN), Eddie Viator (FRA) |
| szeptember 2. 21:30 | Abbas, Daghlas 6                         | Gólpassz  | Hamann 4     | Kayseri Arena, Kayseri Játékvezetők: Guerrino Cerebuch (ITA), Longsheng Qiao (CHN), Eddie Viator (FRA) |

### B csoport (Isztambul)
| Csapat           | M | Gy | V | P+  | P–  | Pk   | P  |
| ---------------- | - | -- | - | --- | --- | ---- | -- |
| Egyesült Államok | 5 | 5  | 0 | 455 | 331 | +124 | 10 |
| Szlovénia        | 5 | 4  | 1 | 393 | 376 | +17  | 9  |
| Brazília         | 5 | 3  | 2 | 398 | 354 | +44  | 8  |
| Horvátország     | 5 | 2  | 3 | 395 | 407 | −12  | 7  |
| Irán             | 5 | 1  | 4 | 301 | 367 | −66  | 6  |
| Tunézia          | 5 | 0  | 5 | 300 | 407 | −107 | 5  |

| augusztus 28. 16:30 | Tunézia                                  | 56–80     | Szlovénia | Abdi İpekçi Arena, Isztambul Nézőszám: 12 500 Játékvezetők: Romualdas Brazauskas (LTU), Jose Hernan Melgarejo Pinto (COL), Stephen Seibel (CAN) |
| augusztus 28. 16:30 | (14–22, 14–17, 12–24, 16–17) Jegyzőkönyv |           |           | Abdi İpekçi Arena, Isztambul Nézőszám: 12 500 Játékvezetők: Romualdas Brazauskas (LTU), Jose Hernan Melgarejo Pinto (COL), Stephen Seibel (CAN) |
| augusztus 28. 16:30 | Slimane 11                               | Pont      | Dragić 16 | Abdi İpekçi Arena, Isztambul Nézőszám: 12 500 Játékvezetők: Romualdas Brazauskas (LTU), Jose Hernan Melgarejo Pinto (COL), Stephen Seibel (CAN) |
| augusztus 28. 16:30 | Mejri 6                                  | Lepattanó | Vidmar 7  | Abdi İpekçi Arena, Isztambul Nézőszám: 12 500 Játékvezetők: Romualdas Brazauskas (LTU), Jose Hernan Melgarejo Pinto (COL), Stephen Seibel (CAN) |
| augusztus 28. 16:30 | Slimane, Kechrid 2                       | Gólpassz  | Dragić 8  | Abdi İpekçi Arena, Isztambul Nézőszám: 12 500 Játékvezetők: Romualdas Brazauskas (LTU), Jose Hernan Melgarejo Pinto (COL), Stephen Seibel (CAN) |

| augusztus 28. 19:00 | Egyesült Államok                        | 106–78    | Horvátország  | Abdi İpekçi Arena, Isztambul Nézőszám: 12 500 Játékvezetők: Reynaldo Antonio Mercedes Sanchez (DOM), Yuji Hirahara (JPN), Christos Christodoulou (GRE) |
| augusztus 28. 19:00 | (22–20, 26–6, 30–22, 28–30) Jegyzőkönyv |           |               | Abdi İpekçi Arena, Isztambul Nézőszám: 12 500 Játékvezetők: Reynaldo Antonio Mercedes Sanchez (DOM), Yuji Hirahara (JPN), Christos Christodoulou (GRE) |
| augusztus 28. 19:00 | Gordon 16                               | Pont      | Bogdanović 17 | Abdi İpekçi Arena, Isztambul Nézőszám: 12 500 Játékvezetők: Reynaldo Antonio Mercedes Sanchez (DOM), Yuji Hirahara (JPN), Christos Christodoulou (GRE) |
| augusztus 28. 19:00 | Love 10                                 | Lepattanó | Tomić 8       | Abdi İpekçi Arena, Isztambul Nézőszám: 12 500 Játékvezetők: Reynaldo Antonio Mercedes Sanchez (DOM), Yuji Hirahara (JPN), Christos Christodoulou (GRE) |
| augusztus 28. 19:00 | Billups, Curry, Westbrook 4             | Gólpassz  | Ukić 4        | Abdi İpekçi Arena, Isztambul Nézőszám: 12 500 Játékvezetők: Reynaldo Antonio Mercedes Sanchez (DOM), Yuji Hirahara (JPN), Christos Christodoulou (GRE) |

| augusztus 28. 21:30 | Irán                                     | 65–81     | Brazília      | Abdi İpekçi Arena, Isztambul Nézőszám: 12 500 Játékvezetők: Recep Ankarali (TUR), Jose Martin (ESP), David Chambon (FRA) |
| augusztus 28. 21:30 | (12–22, 17–17, 17–22, 19–20) Jegyzőkönyv |           |               | Abdi İpekçi Arena, Isztambul Nézőszám: 12 500 Játékvezetők: Recep Ankarali (TUR), Jose Martin (ESP), David Chambon (FRA) |
| augusztus 28. 21:30 | Haddadi 16                               | Pont      | Giovannoni 17 | Abdi İpekçi Arena, Isztambul Nézőszám: 12 500 Játékvezetők: Recep Ankarali (TUR), Jose Martin (ESP), David Chambon (FRA) |
| augusztus 28. 21:30 | Haddadi 9                                | Lepattanó | Marquinhos 8  | Abdi İpekçi Arena, Isztambul Nézőszám: 12 500 Játékvezetők: Recep Ankarali (TUR), Jose Martin (ESP), David Chambon (FRA) |
| augusztus 28. 21:30 | Kamrani 4                                | Gólpassz  | Huertas 9     | Abdi İpekçi Arena, Isztambul Nézőszám: 12 500 Játékvezetők: Recep Ankarali (TUR), Jose Martin (ESP), David Chambon (FRA) |

| augusztus 29. 16:30 | Szlovénia                                | 77–99     | Egyesült Államok | Abdi İpekçi Arena, Isztambul Nézőszám: 12 500 Játékvezetők: Jose Martin (ESP), Christos Christodoulou(GRE), Stephen Seibel(CAN) |
| augusztus 29. 16:30 | (11–23, 17–19, 18–25, 31–32) Jegyzőkönyv |           |                  | Abdi İpekçi Arena, Isztambul Nézőszám: 12 500 Játékvezetők: Jose Martin (ESP), Christos Christodoulou(GRE), Stephen Seibel(CAN) |
| augusztus 29. 16:30 | Nachbar 13                               | Pont      | Durant 22        | Abdi İpekçi Arena, Isztambul Nézőszám: 12 500 Játékvezetők: Jose Martin (ESP), Christos Christodoulou(GRE), Stephen Seibel(CAN) |
| augusztus 29. 16:30 | Nachbar 4                                | Lepattanó | Love 11          | Abdi İpekçi Arena, Isztambul Nézőszám: 12 500 Játékvezetők: Jose Martin (ESP), Christos Christodoulou(GRE), Stephen Seibel(CAN) |
| augusztus 29. 16:30 | Dragić, Bečirović 4                      | Gólpassz  | Rose, Billups 5  | Abdi İpekçi Arena, Isztambul Nézőszám: 12 500 Játékvezetők: Jose Martin (ESP), Christos Christodoulou(GRE), Stephen Seibel(CAN) |

| augusztus 29. 19:00 | Horvátország                            | 75–54     | Irán       | Abdi İpekçi Arena, Isztambul Nézőszám: 12 500 Játékvezetők: Romualdas Brazauskas (LTU), Recep Ankarali (TUR), Carlos José Julio (ANG) |
| augusztus 29. 19:00 | (22–13, 22–11, 9–16, 22–14) Jegyzőkönyv |           |            | Abdi İpekçi Arena, Isztambul Nézőszám: 12 500 Játékvezetők: Romualdas Brazauskas (LTU), Recep Ankarali (TUR), Carlos José Julio (ANG) |
| augusztus 29. 19:00 | Ukić, Bogdanović 13                     | Pont      | Haddadi 27 | Abdi İpekçi Arena, Isztambul Nézőszám: 12 500 Játékvezetők: Romualdas Brazauskas (LTU), Recep Ankarali (TUR), Carlos José Julio (ANG) |
| augusztus 29. 19:00 | Tomić, Banić 7                          | Lepattanó | Haddadi 9  | Abdi İpekçi Arena, Isztambul Nézőszám: 12 500 Játékvezetők: Romualdas Brazauskas (LTU), Recep Ankarali (TUR), Carlos José Julio (ANG) |
| augusztus 29. 19:00 | Ukić 4                                  | Gólpassz  | Davari 4   | Abdi İpekçi Arena, Isztambul Nézőszám: 12 500 Játékvezetők: Romualdas Brazauskas (LTU), Recep Ankarali (TUR), Carlos José Julio (ANG) |

| augusztus 29. 21:30 | Brazília                                 | 80–65     | Tunézia    | Abdi İpekçi Arena, Isztambul Nézőszám: 12 500 Játékvezetők: Yuji Hirahara (JPN), David Chambon (FRA), Reynaldo Antonio Mercedes Sanchez (DOM) |
| augusztus 29. 21:30 | (26–16, 17–14, 16–18, 21–17) Jegyzőkönyv |           |            | Abdi İpekçi Arena, Isztambul Nézőszám: 12 500 Játékvezetők: Yuji Hirahara (JPN), David Chambon (FRA), Reynaldo Antonio Mercedes Sanchez (DOM) |
| augusztus 29. 21:30 | Barbosa 21                               | Pont      | Kechrid 15 | Abdi İpekçi Arena, Isztambul Nézőszám: 12 500 Játékvezetők: Yuji Hirahara (JPN), David Chambon (FRA), Reynaldo Antonio Mercedes Sanchez (DOM) |
| augusztus 29. 21:30 | Barbosa 6                                | Lepattanó | Slimane 8  | Abdi İpekçi Arena, Isztambul Nézőszám: 12 500 Játékvezetők: Yuji Hirahara (JPN), David Chambon (FRA), Reynaldo Antonio Mercedes Sanchez (DOM) |
| augusztus 29. 21:30 | Huertas, Giovannoni 3                    | Gólpassz  | Kechrid 3  | Abdi İpekçi Arena, Isztambul Nézőszám: 12 500 Játékvezetők: Yuji Hirahara (JPN), David Chambon (FRA), Reynaldo Antonio Mercedes Sanchez (DOM) |

| augusztus 30. 16:30 | Szlovénia                                | 91–84     | Horvátország | Abdi İpekçi Arena, Isztambul Nézőszám: 12 500 Játékvezetők: Reynaldo Antonio Mercedes Sanchez (DOM), Yuji Hirahara (JPN), David Chambon (FRA) |
| augusztus 30. 16:30 | (16–18, 23–26, 26–15, 26–25) Jegyzőkönyv |           |              | Abdi İpekçi Arena, Isztambul Nézőszám: 12 500 Játékvezetők: Reynaldo Antonio Mercedes Sanchez (DOM), Yuji Hirahara (JPN), David Chambon (FRA) |
| augusztus 30. 16:30 | Slokar, Lakovič 15                       | Pont      | Ukić 20      | Abdi İpekçi Arena, Isztambul Nézőszám: 12 500 Játékvezetők: Reynaldo Antonio Mercedes Sanchez (DOM), Yuji Hirahara (JPN), David Chambon (FRA) |
| augusztus 30. 16:30 | Brezec 8                                 | Lepattanó | Žorić 9      | Abdi İpekçi Arena, Isztambul Nézőszám: 12 500 Játékvezetők: Reynaldo Antonio Mercedes Sanchez (DOM), Yuji Hirahara (JPN), David Chambon (FRA) |
| augusztus 30. 16:30 | Dragić, Lakovič 4                        | Gólpassz  | Ukić 7       | Abdi İpekçi Arena, Isztambul Nézőszám: 12 500 Játékvezetők: Reynaldo Antonio Mercedes Sanchez (DOM), Yuji Hirahara (JPN), David Chambon (FRA) |

| augusztus 30. 19:00 | Tunézia                                  | 58–71     | Irán       | Abdi İpekçi Arena, Isztambul Nézőszám: 12 500 Játékvezetők: Jose Martin (ESP), Jose Hernan Melgarejo Pinto (COL), Carlos José Julio (ANG) |
| augusztus 30. 19:00 | (11–23, 12–10, 13–22, 22–16) Jegyzőkönyv |           |            | Abdi İpekçi Arena, Isztambul Nézőszám: 12 500 Játékvezetők: Jose Martin (ESP), Jose Hernan Melgarejo Pinto (COL), Carlos José Julio (ANG) |
| augusztus 30. 19:00 | Romdhane, Mejri 10                       | Pont      | Haddadi 23 | Abdi İpekçi Arena, Isztambul Nézőszám: 12 500 Játékvezetők: Jose Martin (ESP), Jose Hernan Melgarejo Pinto (COL), Carlos José Julio (ANG) |
| augusztus 30. 19:00 | Mejri 9                                  | Lepattanó | Haddadi 13 | Abdi İpekçi Arena, Isztambul Nézőszám: 12 500 Játékvezetők: Jose Martin (ESP), Jose Hernan Melgarejo Pinto (COL), Carlos José Julio (ANG) |
| augusztus 30. 19:00 | Slimane, Hdidane 3                       | Gólpassz  | Kamrani 3  | Abdi İpekçi Arena, Isztambul Nézőszám: 12 500 Játékvezetők: Jose Martin (ESP), Jose Hernan Melgarejo Pinto (COL), Carlos José Julio (ANG) |

| augusztus 30. 21:30 | Egyesült Államok                       | 70–68     | Brazília      | Abdi İpekçi Arena, Isztambul Nézőszám: 12 500 Játékvezetők: Romualdas Brazauskas (LTU), Christos Christodoulou (GRE), Stephen Seibel (CAN) |
| augusztus 30. 21:30 | (22–28, 21–18, 18–13, 9–9) Jegyzőkönyv |           |               | Abdi İpekçi Arena, Isztambul Nézőszám: 12 500 Játékvezetők: Romualdas Brazauskas (LTU), Christos Christodoulou (GRE), Stephen Seibel (CAN) |
| augusztus 30. 21:30 | Durant 27                              | Pont      | Marquinhos 16 | Abdi İpekçi Arena, Isztambul Nézőszám: 12 500 Játékvezetők: Romualdas Brazauskas (LTU), Christos Christodoulou (GRE), Stephen Seibel (CAN) |
| augusztus 30. 21:30 | Durant 10                              | Lepattanó | Splitter 10   | Abdi İpekçi Arena, Isztambul Nézőszám: 12 500 Játékvezetők: Romualdas Brazauskas (LTU), Christos Christodoulou (GRE), Stephen Seibel (CAN) |
| augusztus 30. 21:30 | Billups 3                              | Gólpassz  | Huertas 5     | Abdi İpekçi Arena, Isztambul Nézőszám: 12 500 Játékvezetők: Romualdas Brazauskas (LTU), Christos Christodoulou (GRE), Stephen Seibel (CAN) |

| szeptember 1. 16:30 | Horvátország                             | 84–64     | Tunézia     | Abdi İpekçi Arena, Isztambul Nézőszám: 12 500 Játékvezetők: Romualdas Brazauskas (LTU), Stephen Seibel (CAN), Carlos José Julio (ANG) |
| szeptember 1. 16:30 | (23–12, 20–11, 22–17, 19–24) Jegyzőkönyv |           |             | Abdi İpekçi Arena, Isztambul Nézőszám: 12 500 Játékvezetők: Romualdas Brazauskas (LTU), Stephen Seibel (CAN), Carlos José Julio (ANG) |
| szeptember 1. 16:30 | Bogdanović 19                            | Pont      | Romdhane 23 | Abdi İpekçi Arena, Isztambul Nézőszám: 12 500 Játékvezetők: Romualdas Brazauskas (LTU), Stephen Seibel (CAN), Carlos José Julio (ANG) |
| szeptember 1. 16:30 | Tomić 9                                  | Lepattanó | Slimane 9   | Abdi İpekçi Arena, Isztambul Nézőszám: 12 500 Játékvezetők: Romualdas Brazauskas (LTU), Stephen Seibel (CAN), Carlos José Julio (ANG) |
| szeptember 1. 16:30 | Planinić, Popović 5                      | Gólpassz  | Knioua 4    | Abdi İpekçi Arena, Isztambul Nézőszám: 12 500 Játékvezetők: Romualdas Brazauskas (LTU), Stephen Seibel (CAN), Carlos José Julio (ANG) |

| szeptember 1. 19:00 | Irán                                     | 51–88     | Egyesült Államok | Abdi İpekçi Arena, Isztambul Nézőszám: 12 500 Játékvezetők: David Chambon (FRA), Yuji Hirahara (JPN), Jose Hernan Melgarejo Pinto (COL) |
| szeptember 1. 19:00 | (13–19, 15–23, 11–20, 12–26) Jegyzőkönyv |           |                  | Abdi İpekçi Arena, Isztambul Nézőszám: 12 500 Játékvezetők: David Chambon (FRA), Yuji Hirahara (JPN), Jose Hernan Melgarejo Pinto (COL) |
| szeptember 1. 19:00 | Haddadi 19                               | Pont      | Love 13          | Abdi İpekçi Arena, Isztambul Nézőszám: 12 500 Játékvezetők: David Chambon (FRA), Yuji Hirahara (JPN), Jose Hernan Melgarejo Pinto (COL) |
| szeptember 1. 19:00 | Kazemi, Haddadi 5                        | Lepattanó | Love, Chandler 6 | Abdi İpekçi Arena, Isztambul Nézőszám: 12 500 Játékvezetők: David Chambon (FRA), Yuji Hirahara (JPN), Jose Hernan Melgarejo Pinto (COL) |
| szeptember 1. 19:00 | Davoudi 2                                | Gólpassz  | Curry 5          | Abdi İpekçi Arena, Isztambul Nézőszám: 12 500 Játékvezetők: David Chambon (FRA), Yuji Hirahara (JPN), Jose Hernan Melgarejo Pinto (COL) |

| szeptember 1. 21:30 | Brazília                                 | 77–80     | Szlovénia   | Abdi İpekçi Arena, Isztambul Nézőszám: 12 500 Játékvezetők: Jose Martin (ESP), Recep Ankarali (TUR), Reynaldo Antonio Mercedes Sanchez (DOM) |
| szeptember 1. 21:30 | (18–20, 12–24, 21–23, 26–13) Jegyzőkönyv |           |             | Abdi İpekçi Arena, Isztambul Nézőszám: 12 500 Játékvezetők: Jose Martin (ESP), Recep Ankarali (TUR), Reynaldo Antonio Mercedes Sanchez (DOM) |
| szeptember 1. 21:30 | Machado 20                               | Pont      | Lakovič 20  | Abdi İpekçi Arena, Isztambul Nézőszám: 12 500 Játékvezetők: Jose Martin (ESP), Recep Ankarali (TUR), Reynaldo Antonio Mercedes Sanchez (DOM) |
| szeptember 1. 21:30 | Varejão, Splitter 4                      | Lepattanó | Bečirovič 9 | Abdi İpekçi Arena, Isztambul Nézőszám: 12 500 Játékvezetők: Jose Martin (ESP), Recep Ankarali (TUR), Reynaldo Antonio Mercedes Sanchez (DOM) |
| szeptember 1. 21:30 | Huertas 10                               | Gólpassz  | Bečirovič 4 | Abdi İpekçi Arena, Isztambul Nézőszám: 12 500 Játékvezetők: Jose Martin (ESP), Recep Ankarali (TUR), Reynaldo Antonio Mercedes Sanchez (DOM) |

| szeptember 2. 16:30 | Egyesült Államok                         | 92–57     | Tunézia     | Abdi İpekçi Arena, Isztambul Nézőszám: 12 500 Játékvezetők: Recep Ankarali (TUR), Carlos José Julio (ANG), Jose Hernan Melgarejo Pinto (COL) |
| szeptember 2. 16:30 | (19–13, 20–20, 24–13, 29–13) Jegyzőkönyv |           |             | Abdi İpekçi Arena, Isztambul Nézőszám: 12 500 Játékvezetők: Recep Ankarali (TUR), Carlos José Julio (ANG), Jose Hernan Melgarejo Pinto (COL) |
| szeptember 2. 16:30 | Gordon 21                                | Pont      | Kechrid 15  | Abdi İpekçi Arena, Isztambul Nézőszám: 12 500 Játékvezetők: Recep Ankarali (TUR), Carlos José Julio (ANG), Jose Hernan Melgarejo Pinto (COL) |
| szeptember 2. 16:30 | Iguodala 6                               | Lepattanó | Mejri 8     | Abdi İpekçi Arena, Isztambul Nézőszám: 12 500 Játékvezetők: Recep Ankarali (TUR), Carlos José Julio (ANG), Jose Hernan Melgarejo Pinto (COL) |
| szeptember 2. 16:30 | 6 játékos 2 gólpasszal                   | Gólpassz  | Dhifallah 2 | Abdi İpekçi Arena, Isztambul Nézőszám: 12 500 Játékvezetők: Recep Ankarali (TUR), Carlos José Julio (ANG), Jose Hernan Melgarejo Pinto (COL) |

| szeptember 2. 19:00 | Szlovénia                              | 65–60     | Irán       | Abdi İpekçi Arena, Isztambul Nézőszám: 12 500 Játékvezetők: Yuji Hirahara (JPN), Christos Christodoulou (GRE), Reynaldo Antonio Mercedes Sanchez (DOM) |
| szeptember 2. 19:00 | (19–6, 9–17, 24–11, 13–26) Jegyzőkönyv |           |            | Abdi İpekçi Arena, Isztambul Nézőszám: 12 500 Játékvezetők: Yuji Hirahara (JPN), Christos Christodoulou (GRE), Reynaldo Antonio Mercedes Sanchez (DOM) |
| szeptember 2. 19:00 | Dragić 18                              | Pont      | Haddadi 15 | Abdi İpekçi Arena, Isztambul Nézőszám: 12 500 Játékvezetők: Yuji Hirahara (JPN), Christos Christodoulou (GRE), Reynaldo Antonio Mercedes Sanchez (DOM) |
| szeptember 2. 19:00 | Dragić 6                               | Lepattanó | Kazemi 14  | Abdi İpekçi Arena, Isztambul Nézőszám: 12 500 Játékvezetők: Yuji Hirahara (JPN), Christos Christodoulou (GRE), Reynaldo Antonio Mercedes Sanchez (DOM) |
| szeptember 2. 19:00 | Bečirovič 3                            | Gólpassz  | Davari 4   | Abdi İpekçi Arena, Isztambul Nézőszám: 12 500 Játékvezetők: Yuji Hirahara (JPN), Christos Christodoulou (GRE), Reynaldo Antonio Mercedes Sanchez (DOM) |

| szeptember 2. 21:30 | Brazília                                 | 92–74     | Horvátország         | Abdi İpekçi Arena, Isztambul Nézőszám: 12 500 Játékvezetők: Romualdas Brazauskas (LTU), Stephen Seibel (CAN), David Chambon (FRA) |
| szeptember 2. 21:30 | (22–19, 26–16, 24–15, 20–24) Jegyzőkönyv |           |                      | Abdi İpekçi Arena, Isztambul Nézőszám: 12 500 Játékvezetők: Romualdas Brazauskas (LTU), Stephen Seibel (CAN), David Chambon (FRA) |
| szeptember 2. 21:30 | Machado 18                               | Pont      | Popović 15           | Abdi İpekçi Arena, Isztambul Nézőszám: 12 500 Játékvezetők: Romualdas Brazauskas (LTU), Stephen Seibel (CAN), David Chambon (FRA) |
| szeptember 2. 21:30 | Varejão 12                               | Lepattanó | Bogdanović, Lončar 6 | Abdi İpekçi Arena, Isztambul Nézőszám: 12 500 Játékvezetők: Romualdas Brazauskas (LTU), Stephen Seibel (CAN), David Chambon (FRA) |
| szeptember 2. 21:30 | Huertas 6                                | Gólpassz  | Tomas 3              | Abdi İpekçi Arena, Isztambul Nézőszám: 12 500 Játékvezetők: Romualdas Brazauskas (LTU), Stephen Seibel (CAN), David Chambon (FRA) |

### C csoport (Ankara)
| Csapat           | M | Gy | V | P+  | P–  | Pk   | P  |
| ---------------- | - | -- | - | --- | --- | ---- | -- |
| Törökország      | 5 | 5  | 0 | 393 | 285 | +108 | 10 |
| Oroszország      | 5 | 4  | 1 | 365 | 346 | +19  | 9  |
| Görögország      | 5 | 3  | 2 | 403 | 370 | +33  | 8  |
| Kína             | 5 | 1  | 4 | 360 | 422 | –62  | 6  |
| Puerto Rico      | 5 | 1  | 4 | 386 | 401 | −15  | 6  |
| Elefántcsontpart | 5 | 1  | 4 | 334 | 417 | −83  | 6  |

| augusztus 28. 16:00 | Görögország                              | 89–81     | Kína       | Ankara Arena, Ankara Nézőszám: 3 880 Játékvezetők: Pablo Alberto Estevez (ARG), Ilija Belosevic (SRB), Vitalis Odhiambo Gode (KEN) |
| augusztus 28. 16:00 | (25–18, 22–19, 18–25, 24–19) Jegyzőkönyv |           |            | Ankara Arena, Ankara Nézőszám: 3 880 Játékvezetők: Pablo Alberto Estevez (ARG), Ilija Belosevic (SRB), Vitalis Odhiambo Gode (KEN) |
| augusztus 28. 16:00 | Bourousis, Zisis 21                      | Pont      | Yi J.L. 26 | Ankara Arena, Ankara Nézőszám: 3 880 Játékvezetők: Pablo Alberto Estevez (ARG), Ilija Belosevic (SRB), Vitalis Odhiambo Gode (KEN) |
| augusztus 28. 16:00 | Bourousis 8                              | Lepattanó | Yi J.L. 14 | Ankara Arena, Ankara Nézőszám: 3 880 Játékvezetők: Pablo Alberto Estevez (ARG), Ilija Belosevic (SRB), Vitalis Odhiambo Gode (KEN) |
| augusztus 28. 16:00 | Diamantidis 6                            | Gólpassz  | Sun Y. 4   | Ankara Arena, Ankara Nézőszám: 3 880 Játékvezetők: Pablo Alberto Estevez (ARG), Ilija Belosevic (SRB), Vitalis Odhiambo Gode (KEN) |

| augusztus 28. 18:30 | Oroszország                             | 75–66     | Puerto Rico       | Ankara Arena, Ankara Nézőszám: 5 850 Játékvezetők: Carl Jungebrand (FIN), Scott Jason Butler (AUS), Cristiano Jesus Maranho (BRA) |
| augusztus 28. 18:30 | (14–8, 22–26, 18–21, 21–11) Jegyzőkönyv |           |                   | Ankara Arena, Ankara Nézőszám: 5 850 Játékvezetők: Carl Jungebrand (FIN), Scott Jason Butler (AUS), Cristiano Jesus Maranho (BRA) |
| augusztus 28. 18:30 | Monia 16                                | Pont      | Barea 25          | Ankara Arena, Ankara Nézőszám: 5 850 Játékvezetők: Carl Jungebrand (FIN), Scott Jason Butler (AUS), Cristiano Jesus Maranho (BRA) |
| augusztus 28. 18:30 | Vorontsevich 9                          | Lepattanó | Ramos 9           | Ankara Arena, Ankara Nézőszám: 5 850 Játékvezetők: Carl Jungebrand (FIN), Scott Jason Butler (AUS), Cristiano Jesus Maranho (BRA) |
| augusztus 28. 18:30 | Ponkrashov 11                           | Gólpassz  | Barea, Vassallo 4 | Ankara Arena, Ankara Nézőszám: 5 850 Játékvezetők: Carl Jungebrand (FIN), Scott Jason Butler (AUS), Cristiano Jesus Maranho (BRA) |

| augusztus 28. 21:00 | Elefántcsontpart                         | 47–86     | Törökország | Ankara Arena, Ankara Nézőszám: 7 726 Játékvezetők: Sasa Pukl (SLO), Fernando Rocha (POR), Marwan Egho (LIB) |
| augusztus 28. 21:00 | (11–23, 11–17, 14–13, 11–33) Jegyzőkönyv |           |             | Ankara Arena, Ankara Nézőszám: 7 726 Játékvezetők: Sasa Pukl (SLO), Fernando Rocha (POR), Marwan Egho (LIB) |
| augusztus 28. 21:00 | Kale 10                                  | Pont      | Onan 18     | Ankara Arena, Ankara Nézőszám: 7 726 Játékvezetők: Sasa Pukl (SLO), Fernando Rocha (POR), Marwan Egho (LIB) |
| augusztus 28. 21:00 | Kale 9                                   | Lepattanó | Aşık 12     | Ankara Arena, Ankara Nézőszám: 7 726 Játékvezetők: Sasa Pukl (SLO), Fernando Rocha (POR), Marwan Egho (LIB) |
| augusztus 28. 21:00 | Diabate, Lamizana, Kone 2                | Gólpassz  | Güler 4     | Ankara Arena, Ankara Nézőszám: 7 726 Játékvezetők: Sasa Pukl (SLO), Fernando Rocha (POR), Marwan Egho (LIB) |

| augusztus 29. 16:00 | Kína                                     | 83–73     | Elefántcsontpart | Ankara Arena, Ankara Nézőszám: 2 102 Játékvezetők: Pablo Alberto Estevez (ARG), Cristiano Jesus Marahno (BRA), Vitalis Odhiambo Gode (KEN) |
| augusztus 29. 16:00 | (21–17, 20–16, 25–18, 17–22) Jegyzőkönyv |           |                  | Ankara Arena, Ankara Nézőszám: 2 102 Játékvezetők: Pablo Alberto Estevez (ARG), Cristiano Jesus Marahno (BRA), Vitalis Odhiambo Gode (KEN) |
| augusztus 29. 16:00 | Yi J.L. 26                               | Pont      | Diabate 20       | Ankara Arena, Ankara Nézőszám: 2 102 Játékvezetők: Pablo Alberto Estevez (ARG), Cristiano Jesus Marahno (BRA), Vitalis Odhiambo Gode (KEN) |
| augusztus 29. 16:00 | Yi J.L. 9                                | Lepattanó | Diabate, Abouo 7 | Ankara Arena, Ankara Nézőszám: 2 102 Játékvezetők: Pablo Alberto Estevez (ARG), Cristiano Jesus Marahno (BRA), Vitalis Odhiambo Gode (KEN) |
| augusztus 29. 16:00 | Ding J.H. 4                              | Gólpassz  | Diabate 3        | Ankara Arena, Ankara Nézőszám: 2 102 Játékvezetők: Pablo Alberto Estevez (ARG), Cristiano Jesus Marahno (BRA), Vitalis Odhiambo Gode (KEN) |

| augusztus 29. 18:30 | Puerto Rico                              | 80–83     | Görögország   | Ankara Arena, Ankara Nézőszám: 5 635 Játékvezetők: Carl Jungebrand (FIN), Hector Sanchez (VEN), Fernando Rocha (POR) |
| augusztus 29. 18:30 | (23–21, 18–14, 15–24, 24–24) Jegyzőkönyv |           |               | Ankara Arena, Ankara Nézőszám: 5 635 Játékvezetők: Carl Jungebrand (FIN), Hector Sanchez (VEN), Fernando Rocha (POR) |
| augusztus 29. 18:30 | Barea 20                                 | Pont      | Spanoulis 28  | Ankara Arena, Ankara Nézőszám: 5 635 Játékvezetők: Carl Jungebrand (FIN), Hector Sanchez (VEN), Fernando Rocha (POR) |
| augusztus 29. 18:30 | Vassallo 9                               | Lepattanó | Bourousis 9   | Ankara Arena, Ankara Nézőszám: 5 635 Játékvezetők: Carl Jungebrand (FIN), Hector Sanchez (VEN), Fernando Rocha (POR) |
| augusztus 29. 18:30 | Barea 4                                  | Gólpassz  | Diamantidis 7 | Ankara Arena, Ankara Nézőszám: 5 635 Játékvezetők: Carl Jungebrand (FIN), Hector Sanchez (VEN), Fernando Rocha (POR) |

| augusztus 29. 21:00 | Törökország                             | 65–56     | Oroszország    | Ankara Arena, Ankara Nézőszám: 10 500 Játékvezetők: Sasa Pukl (SLO), Ilija Belosevic (SRB), Scott Jason Butler (AUS) |
| augusztus 29. 21:00 | (16–15, 17–7, 15–15, 17–19) Jegyzőkönyv |           |                | Ankara Arena, Ankara Nézőszám: 10 500 Játékvezetők: Sasa Pukl (SLO), Ilija Belosevic (SRB), Scott Jason Butler (AUS) |
| augusztus 29. 21:00 | Türkoğlu 14                             | Pont      | Kaun, Monia 13 | Ankara Arena, Ankara Nézőszám: 10 500 Játékvezetők: Sasa Pukl (SLO), Ilija Belosevic (SRB), Scott Jason Butler (AUS) |
| augusztus 29. 21:00 | İlyasova 10                             | Lepattanó | Vorontsevich 9 | Ankara Arena, Ankara Nézőszám: 10 500 Játékvezetők: Sasa Pukl (SLO), Ilija Belosevic (SRB), Scott Jason Butler (AUS) |
| augusztus 29. 21:00 | Tunçeri 4                               | Gólpassz  | Monia 4        | Ankara Arena, Ankara Nézőszám: 10 500 Játékvezetők: Sasa Pukl (SLO), Ilija Belosevic (SRB), Scott Jason Butler (AUS) |

| augusztus 31. 16:00 | Oroszország                              | 72–66     | Elefántcsontpart  | Ankara Arena, Ankara Nézőszám: 1 262 Játékvezetők: Ilija Belosevic (SRB), Fernando Rocha (POR), Hector Sanchez (VEN) |
| augusztus 31. 16:00 | (17–12, 17–18, 19–14, 19–22) Jegyzőkönyv |           |                   | Ankara Arena, Ankara Nézőszám: 1 262 Játékvezetők: Ilija Belosevic (SRB), Fernando Rocha (POR), Hector Sanchez (VEN) |
| augusztus 31. 16:00 | Mozgov 19                                | Pont      | Kone 16           | Ankara Arena, Ankara Nézőszám: 1 262 Játékvezetők: Ilija Belosevic (SRB), Fernando Rocha (POR), Hector Sanchez (VEN) |
| augusztus 31. 16:00 | Kaun, Khvostov 6                         | Lepattanó | Lamizana 8        | Ankara Arena, Ankara Nézőszám: 1 262 Játékvezetők: Ilija Belosevic (SRB), Fernando Rocha (POR), Hector Sanchez (VEN) |
| augusztus 31. 16:00 | Monia 4                                  | Gólpassz  | Diabate, Amagou 3 | Ankara Arena, Ankara Nézőszám: 1 262 Játékvezetők: Ilija Belosevic (SRB), Fernando Rocha (POR), Hector Sanchez (VEN) |

| augusztus 31. 18:30 | Puerto Rico                              | 84–76     | Kína       | Ankara Arena, Ankara Nézőszám: 3 303 Játékvezetők: Sasa Pukl (SLO), Scott Jason Butler (AUS), Marwan Egho (LIB) |
| augusztus 31. 18:30 | (20–21, 24–16, 19–20, 21–19) Jegyzőkönyv |           |            | Ankara Arena, Ankara Nézőszám: 3 303 Játékvezetők: Sasa Pukl (SLO), Scott Jason Butler (AUS), Marwan Egho (LIB) |
| augusztus 31. 18:30 | Vassallo 22                              | Pont      | Yi J.L. 24 | Ankara Arena, Ankara Nézőszám: 3 303 Játékvezetők: Sasa Pukl (SLO), Scott Jason Butler (AUS), Marwan Egho (LIB) |
| augusztus 31. 18:30 | Balkman 13                               | Lepattanó | Yi J.L. 7  | Ankara Arena, Ankara Nézőszám: 3 303 Játékvezetők: Sasa Pukl (SLO), Scott Jason Butler (AUS), Marwan Egho (LIB) |
| augusztus 31. 18:30 | Barea 9                                  | Gólpassz  | Sun Y. 5   | Ankara Arena, Ankara Nézőszám: 3 303 Játékvezetők: Sasa Pukl (SLO), Scott Jason Butler (AUS), Marwan Egho (LIB) |

| augusztus 31. 21:00 | Görögország                              | 65–76     | Törökország         | Ankara Arena, Ankara Nézőszám: 10 500 Játékvezetők: Carl Jungebrand (FIN), Pablo Alberto Estevez (ARG), Cristiano Jesus Maranho (BRA) |
| augusztus 31. 21:00 | (15–22, 24–19, 12–24, 14–11) Jegyzőkönyv |           |                     | Ankara Arena, Ankara Nézőszám: 10 500 Játékvezetők: Carl Jungebrand (FIN), Pablo Alberto Estevez (ARG), Cristiano Jesus Maranho (BRA) |
| augusztus 31. 21:00 | Bourousis 15                             | Pont      | İlyasova 26         | Ankara Arena, Ankara Nézőszám: 10 500 Játékvezetők: Carl Jungebrand (FIN), Pablo Alberto Estevez (ARG), Cristiano Jesus Maranho (BRA) |
| augusztus 31. 21:00 | Bourousis 7                              | Lepattanó | Turkoglu 7          | Ankara Arena, Ankara Nézőszám: 10 500 Játékvezetők: Carl Jungebrand (FIN), Pablo Alberto Estevez (ARG), Cristiano Jesus Maranho (BRA) |
| augusztus 31. 21:00 | 5 játékos 1 gólpasszal                   | Gólpassz  | Tunceri, Turkoglu 2 | Ankara Arena, Ankara Nézőszám: 10 500 Játékvezetők: Carl Jungebrand (FIN), Pablo Alberto Estevez (ARG), Cristiano Jesus Maranho (BRA) |

| szeptember 1. 16:00 | Kína                                     | 80–89     | Oroszország | Ankara Arena, Ankara Nézőszám: 1 661 Játékvezetők: Carl Jungebrand (FIN), Cristiano Jesus Maranho (BRA), Hector Sanchez (VEN) |
| szeptember 1. 16:00 | (21–15, 22–25, 19–23, 18–26) Jegyzőkönyv |           |             | Ankara Arena, Ankara Nézőszám: 1 661 Játékvezetők: Carl Jungebrand (FIN), Cristiano Jesus Maranho (BRA), Hector Sanchez (VEN) |
| szeptember 1. 16:00 | Sun Y. 19                                | Pont      | Monia 17    | Ankara Arena, Ankara Nézőszám: 1 661 Játékvezetők: Carl Jungebrand (FIN), Cristiano Jesus Maranho (BRA), Hector Sanchez (VEN) |
| szeptember 1. 16:00 | Yi J.L. 9                                | Lepattanó | Kaun 14     | Ankara Arena, Ankara Nézőszám: 1 661 Játékvezetők: Carl Jungebrand (FIN), Cristiano Jesus Maranho (BRA), Hector Sanchez (VEN) |
| szeptember 1. 16:00 | Liu W., Guo A.L. 2                       | Gólpassz  | Monia 6     | Ankara Arena, Ankara Nézőszám: 1 661 Játékvezetők: Carl Jungebrand (FIN), Cristiano Jesus Maranho (BRA), Hector Sanchez (VEN) |

| szeptember 1. 18:30 | Elefántcsontpart                        | 60–97     | Görögország           | Ankara Arena, Ankara Nézőszám: 4 004 Játékvezetők: Pablo Alberto Estevez (ARG), Marwan Egho (LIB), Vitalis Odhiambo Gode (KEN) |
| szeptember 1. 18:30 | (14–20, 5–27, 19–34, 22–16) Jegyzőkönyv |           |                       | Ankara Arena, Ankara Nézőszám: 4 004 Játékvezetők: Pablo Alberto Estevez (ARG), Marwan Egho (LIB), Vitalis Odhiambo Gode (KEN) |
| szeptember 1. 18:30 | Assie 11                                | Pont      | Calathes 15           | Ankara Arena, Ankara Nézőszám: 4 004 Játékvezetők: Pablo Alberto Estevez (ARG), Marwan Egho (LIB), Vitalis Odhiambo Gode (KEN) |
| szeptember 1. 18:30 | Assie 7                                 | Lepattanó | Bourousis, Calathes 7 | Ankara Arena, Ankara Nézőszám: 4 004 Játékvezetők: Pablo Alberto Estevez (ARG), Marwan Egho (LIB), Vitalis Odhiambo Gode (KEN) |
| szeptember 1. 18:30 | Diabate 6                               | Gólpassz  | Calathes 8            | Ankara Arena, Ankara Nézőszám: 4 004 Játékvezetők: Pablo Alberto Estevez (ARG), Marwan Egho (LIB), Vitalis Odhiambo Gode (KEN) |

| szeptember 1. 21:00 | Törökország                              | 79–77     | Puerto Rico | Ankara Arena, Ankara Nézőszám: 10 000 Játékvezetők: Sasa Pukl (SLO), Scott Jason Butler (AUS), Ilija Belosevic (SRB) |
| szeptember 1. 21:00 | (19–19, 11–18, 26–20, 23–20) Jegyzőkönyv |           |             | Ankara Arena, Ankara Nézőszám: 10 000 Játékvezetők: Sasa Pukl (SLO), Scott Jason Butler (AUS), Ilija Belosevic (SRB) |
| szeptember 1. 21:00 | Türkoğlu 16                              | Pont      | Vassallo 19 | Ankara Arena, Ankara Nézőszám: 10 000 Játékvezetők: Sasa Pukl (SLO), Scott Jason Butler (AUS), Ilija Belosevic (SRB) |
| szeptember 1. 21:00 | İlyasova 13                              | Lepattanó | Ramos 12    | Ankara Arena, Ankara Nézőszám: 10 000 Játékvezetők: Sasa Pukl (SLO), Scott Jason Butler (AUS), Ilija Belosevic (SRB) |
| szeptember 1. 21:00 | Tunçeri, Türkoğlu 5                      | Gólpassz  | Rivera 8    | Ankara Arena, Ankara Nézőszám: 10 000 Játékvezetők: Sasa Pukl (SLO), Scott Jason Butler (AUS), Ilija Belosevic (SRB) |

| szeptember 2. 16:00 | Puerto Rico                              | 79–88     | Elefántcsontpart | Ankara Arena, Ankara Nézőszám: 1 200 Játékvezetők: Ilija Belosevic (SRB), Hector Sanchez (VEN), Vitalis Odhiambo Gode (KEN) |
| szeptember 2. 16:00 | (14–19, 19–20, 26–25, 20–24) Jegyzőkönyv |           |                  | Ankara Arena, Ankara Nézőszám: 1 200 Játékvezetők: Ilija Belosevic (SRB), Hector Sanchez (VEN), Vitalis Odhiambo Gode (KEN) |
| szeptember 2. 16:00 | Barea 19                                 | Pont      | Abouo 19         | Ankara Arena, Ankara Nézőszám: 1 200 Játékvezetők: Ilija Belosevic (SRB), Hector Sanchez (VEN), Vitalis Odhiambo Gode (KEN) |
| szeptember 2. 16:00 | Balkman 10                               | Lepattanó | Kone 10          | Ankara Arena, Ankara Nézőszám: 1 200 Játékvezetők: Ilija Belosevic (SRB), Hector Sanchez (VEN), Vitalis Odhiambo Gode (KEN) |
| szeptember 2. 16:00 | Barea 7                                  | Gólpassz  | Diabate 8        | Ankara Arena, Ankara Nézőszám: 1 200 Játékvezetők: Ilija Belosevic (SRB), Hector Sanchez (VEN), Vitalis Odhiambo Gode (KEN) |

| szeptember 2. 18:30 | Görögország                              | 69–73     | Oroszország  | Ankara Arena, Ankara Nézőszám: 3 500 Játékvezetők: Sasa Pukl (SLO), Cristiano Jesus Maranho (BRA), Fernando Rocha (POR) |
| szeptember 2. 18:30 | (10–20, 20–10, 13–29, 26–14) Jegyzőkönyv |           |              | Ankara Arena, Ankara Nézőszám: 3 500 Játékvezetők: Sasa Pukl (SLO), Cristiano Jesus Maranho (BRA), Fernando Rocha (POR) |
| szeptember 2. 18:30 | Schortsanitis 16                         | Pont      | Mozgov 18    | Ankara Arena, Ankara Nézőszám: 3 500 Játékvezetők: Sasa Pukl (SLO), Cristiano Jesus Maranho (BRA), Fernando Rocha (POR) |
| szeptember 2. 18:30 | Schortsanitis 9                          | Lepattanó | Voronov 6    | Ankara Arena, Ankara Nézőszám: 3 500 Játékvezetők: Sasa Pukl (SLO), Cristiano Jesus Maranho (BRA), Fernando Rocha (POR) |
| szeptember 2. 18:30 | 4 játékos 2 gólpasszal                   | Gólpassz  | Ponkrashov 6 | Ankara Arena, Ankara Nézőszám: 3 500 Játékvezetők: Sasa Pukl (SLO), Cristiano Jesus Maranho (BRA), Fernando Rocha (POR) |

| szeptember 2. 21:00 | Törökország                            | 87–40     | Kína                         | Ankara Arena, Ankara Nézőszám: 10 500 Játékvezetők: Carl Jungebrand (FIN), Pablo Alberto Estevez (ARG), Marwan Egho (LIB) |
| szeptember 2. 21:00 | (15–6, 24–7, 27–12, 21–15) Jegyzőkönyv |           |                              | Ankara Arena, Ankara Nézőszám: 10 500 Játékvezetők: Carl Jungebrand (FIN), Pablo Alberto Estevez (ARG), Marwan Egho (LIB) |
| szeptember 2. 21:00 | Savaş 20                               | Pont      | Sun Y. 15                    | Ankara Arena, Ankara Nézőszám: 10 500 Játékvezetők: Carl Jungebrand (FIN), Pablo Alberto Estevez (ARG), Marwan Egho (LIB) |
| szeptember 2. 21:00 | Aşık 13                                | Lepattanó | Su W. 9                      | Ankara Arena, Ankara Nézőszám: 10 500 Játékvezetők: Carl Jungebrand (FIN), Pablo Alberto Estevez (ARG), Marwan Egho (LIB) |
| szeptember 2. 21:00 | Güler 7                                | Gólpassz  | Ding J.H., Sun Y., Yu S.L. 2 | Ankara Arena, Ankara Nézőszám: 10 500 Játékvezetők: Carl Jungebrand (FIN), Pablo Alberto Estevez (ARG), Marwan Egho (LIB) |

### D csoport (İzmir)
| Csapat        | M | Gy | V | P+  | P–  | Pk   | P  |
| ------------- | - | -- | - | --- | --- | ---- | -- |
| Litvánia      | 5 | 5  | 0 | 391 | 341 | +50  | 10 |
| Spanyolország | 5 | 3  | 2 | 420 | 356 | +64  | 8  |
| Új-Zéland     | 5 | 3  | 2 | 424 | 400 | +24  | 8  |
| Franciaország | 5 | 3  | 2 | 351 | 339 | +12  | 8  |
| Libanon       | 5 | 1  | 4 | 339 | 440 | −101 | 6  |
| Kanada        | 5 | 0  | 5 | 330 | 379 | −49  | 5  |

| augusztus 28. 16:00 | Új-Zéland                                | 79–92     | Litvánia              | Halkapınar Sport Hall, İzmir Nézőszám: 3 500 Játékvezetők: Anthony Dewayne Jordan (USA), Srdan Dozai (CRO), Milivoje Jovcic (SRB) |
| augusztus 28. 16:00 | (24–25, 10–25, 27–24, 18–19) Jegyzőkönyv |           |                       | Halkapınar Sport Hall, İzmir Nézőszám: 3 500 Játékvezetők: Anthony Dewayne Jordan (USA), Srdan Dozai (CRO), Milivoje Jovcic (SRB) |
| augusztus 28. 16:00 | Penney 37                                | Pont      | Kleiza 27             | Halkapınar Sport Hall, İzmir Nézőszám: 3 500 Játékvezetők: Anthony Dewayne Jordan (USA), Srdan Dozai (CRO), Milivoje Jovcic (SRB) |
| augusztus 28. 16:00 | Abercrombie 11                           | Lepattanó | Kleiza 8              | Halkapınar Sport Hall, İzmir Nézőszám: 3 500 Játékvezetők: Anthony Dewayne Jordan (USA), Srdan Dozai (CRO), Milivoje Jovcic (SRB) |
| augusztus 28. 16:00 | Cameron, Tait 3                          | Gólpassz  | Kalnietis, Mačiulis 4 | Halkapınar Sport Hall, İzmir Nézőszám: 3 500 Játékvezetők: Anthony Dewayne Jordan (USA), Srdan Dozai (CRO), Milivoje Jovcic (SRB) |

| augusztus 28. 18:30 | Kanada                                   | 71–81     | Libanon             | Halkapınar Sport Hall, İzmir Nézőszám: 5 500 Játékvezetők: Luigi Lamonica (ITA), Borys Ryzhyk (UKR), Heros Avanesian (IRI) |
| augusztus 28. 18:30 | (20–20, 17–14, 21–23, 13–24) Jegyzőkönyv |           |                     | Halkapınar Sport Hall, İzmir Nézőszám: 5 500 Játékvezetők: Luigi Lamonica (ITA), Borys Ryzhyk (UKR), Heros Avanesian (IRI) |
| augusztus 28. 18:30 | Anthony 17                               | Pont      | El Khatib 31        | Halkapınar Sport Hall, İzmir Nézőszám: 5 500 Játékvezetők: Luigi Lamonica (ITA), Borys Ryzhyk (UKR), Heros Avanesian (IRI) |
| augusztus 28. 18:30 | Kendall 11                               | Lepattanó | Vroman, El Khatib 8 | Halkapınar Sport Hall, İzmir Nézőszám: 5 500 Játékvezetők: Luigi Lamonica (ITA), Borys Ryzhyk (UKR), Heros Avanesian (IRI) |
| augusztus 28. 18:30 | Brown 6                                  | Gólpassz  | Vroman, Rustom 3    | Halkapınar Sport Hall, İzmir Nézőszám: 5 500 Játékvezetők: Luigi Lamonica (ITA), Borys Ryzhyk (UKR), Heros Avanesian (IRI) |

| augusztus 28. 21:00 | Franciaország                           | 72–66     | Spanyolország | Halkapınar Sport Hall, İzmir Nézőszám: 7 200 Játékvezetők: Jorge Vasquez (PUR), Michael Aylen (AUS), Juan Jose Fernandez (ARG) |
| augusztus 28. 21:00 | (9–18, 18–10, 16–16, 29–22) Jegyzőkönyv |           |               | Halkapınar Sport Hall, İzmir Nézőszám: 7 200 Játékvezetők: Jorge Vasquez (PUR), Michael Aylen (AUS), Juan Jose Fernandez (ARG) |
| augusztus 28. 21:00 | Gelabale 16                             | Pont      | Navarro 17    | Halkapınar Sport Hall, İzmir Nézőszám: 7 200 Játékvezetők: Jorge Vasquez (PUR), Michael Aylen (AUS), Juan Jose Fernandez (ARG) |
| augusztus 28. 21:00 | Diaw, Gelabale 6                        | Lepattanó | Gasol 7       | Halkapınar Sport Hall, İzmir Nézőszám: 7 200 Játékvezetők: Jorge Vasquez (PUR), Michael Aylen (AUS), Juan Jose Fernandez (ARG) |
| augusztus 28. 21:00 | Bokolo, Diaw 5                          | Gólpassz  | Rubio 3       | Halkapınar Sport Hall, İzmir Nézőszám: 7 200 Játékvezetők: Jorge Vasquez (PUR), Michael Aylen (AUS), Juan Jose Fernandez (ARG) |

| augusztus 29. 16:00 | Litvánia                                 | 70–68     | Kanada      | Halkapınar Sport Hall, İzmir Nézőszám: 3 000 Játékvezetők: Luigi Lamonica (ITA), Jakub Zamojski (POL), Juan Jose Fernandez (ARG) |
| augusztus 29. 16:00 | (12–20, 21–23, 22–14, 15–11) Jegyzőkönyv |           |             | Halkapınar Sport Hall, İzmir Nézőszám: 3 000 Játékvezetők: Luigi Lamonica (ITA), Jakub Zamojski (POL), Juan Jose Fernandez (ARG) |
| augusztus 29. 16:00 | Kleiza 18                                | Pont      | Anderson 15 | Halkapınar Sport Hall, İzmir Nézőszám: 3 000 Játékvezetők: Luigi Lamonica (ITA), Jakub Zamojski (POL), Juan Jose Fernandez (ARG) |
| augusztus 29. 16:00 | Kleiza 10                                | Lepattanó | Kendall 11  | Halkapınar Sport Hall, İzmir Nézőszám: 3 000 Játékvezetők: Luigi Lamonica (ITA), Jakub Zamojski (POL), Juan Jose Fernandez (ARG) |
| augusztus 29. 16:00 | Pocius 4                                 | Gólpassz  | Anderson 5  | Halkapınar Sport Hall, İzmir Nézőszám: 3 000 Játékvezetők: Luigi Lamonica (ITA), Jakub Zamojski (POL), Juan Jose Fernandez (ARG) |

| augusztus 29. 18:30 | Libanon                                 | 59–86     | Franciaország | Halkapınar Sport Hall, İzmir Nézőszám: 3 750 Játékvezetők: Anthony Dewayne Jordan (USA), Milivoje Jovcic (SRB), Michael Aylen (AUS) |
| augusztus 29. 18:30 | (20–22, 8–20, 19–21, 12–23) Jegyzőkönyv |           |               | Halkapınar Sport Hall, İzmir Nézőszám: 3 750 Játékvezetők: Anthony Dewayne Jordan (USA), Milivoje Jovcic (SRB), Michael Aylen (AUS) |
| augusztus 29. 18:30 | Vroman 19                               | Pont      | Gelabale 18   | Halkapınar Sport Hall, İzmir Nézőszám: 3 750 Játékvezetők: Anthony Dewayne Jordan (USA), Milivoje Jovcic (SRB), Michael Aylen (AUS) |
| augusztus 29. 18:30 | Freije 8                                | Lepattanó | Mahinmi 9     | Halkapınar Sport Hall, İzmir Nézőszám: 3 750 Játékvezetők: Anthony Dewayne Jordan (USA), Milivoje Jovcic (SRB), Michael Aylen (AUS) |
| augusztus 29. 18:30 | Rustom 4                                | Gólpassz  | Diaw 8        | Halkapınar Sport Hall, İzmir Nézőszám: 3 750 Játékvezetők: Anthony Dewayne Jordan (USA), Milivoje Jovcic (SRB), Michael Aylen (AUS) |

| augusztus 29. 21:00 | Spanyolország                            | 101–84    | Új-Zéland             | Halkapınar Sport Hall, İzmir Nézőszám: 2 700 Játékvezetők: Jorge Vazquez (PUR), Borys Ryzhyk (UKR), Heros Avanesian (IRI) |
| augusztus 29. 21:00 | (28–19, 20–25, 29–19, 24–21) Jegyzőkönyv |           |                       | Halkapınar Sport Hall, İzmir Nézőszám: 2 700 Játékvezetők: Jorge Vazquez (PUR), Borys Ryzhyk (UKR), Heros Avanesian (IRI) |
| augusztus 29. 21:00 | Gasol 22                                 | Pont      | Penney 21             | Halkapınar Sport Hall, İzmir Nézőszám: 2 700 Játékvezetők: Jorge Vazquez (PUR), Borys Ryzhyk (UKR), Heros Avanesian (IRI) |
| augusztus 29. 21:00 | Fernández 12                             | Lepattanó | Vukona, Abercrombie 6 | Halkapınar Sport Hall, İzmir Nézőszám: 2 700 Játékvezetők: Jorge Vazquez (PUR), Borys Ryzhyk (UKR), Heros Avanesian (IRI) |
| augusztus 29. 21:00 | Rubio 11                                 | Gólpassz  | Cameron 4             | Halkapınar Sport Hall, İzmir Nézőszám: 2 700 Játékvezetők: Jorge Vazquez (PUR), Borys Ryzhyk (UKR), Heros Avanesian (IRI) |

| augusztus 31. 16:00 | Új-Zéland                                | 108–76    | Libanon      | Halkapınar Sport Hall, İzmir Nézőszám: 2 000 Játékvezetők: Borys Ryzhyk (UKR), Jakub Zamojski (POL), Juan Jose Fernandez (ARG) |
| augusztus 31. 16:00 | (32–16, 19–16, 30–24, 27–20) Jegyzőkönyv |           |              | Halkapınar Sport Hall, İzmir Nézőszám: 2 000 Játékvezetők: Borys Ryzhyk (UKR), Jakub Zamojski (POL), Juan Jose Fernandez (ARG) |
| augusztus 31. 16:00 | Penney 26                                | Pont      | El Khatib 18 | Halkapınar Sport Hall, İzmir Nézőszám: 2 000 Játékvezetők: Borys Ryzhyk (UKR), Jakub Zamojski (POL), Juan Jose Fernandez (ARG) |
| augusztus 31. 16:00 | Vukona, Abercrombie 7                    | Lepattanó | El Khatib 7  | Halkapınar Sport Hall, İzmir Nézőszám: 2 000 Játékvezetők: Borys Ryzhyk (UKR), Jakub Zamojski (POL), Juan Jose Fernandez (ARG) |
| augusztus 31. 16:00 | Vukona, Jones, Cameron 4                 | Gólpassz  | Mahmoud 4    | Halkapınar Sport Hall, İzmir Nézőszám: 2 000 Játékvezetők: Borys Ryzhyk (UKR), Jakub Zamojski (POL), Juan Jose Fernandez (ARG) |

| augusztus 31. 18:30 | Franciaország                            | 68–63     | Kanada     | Halkapınar Sport Hall, İzmir Nézőszám: 3 850 Játékvezetők: Srdan Dozai (CRO), Jorge Vasquez (PUR), Michael Aylen (AUS) |
| augusztus 31. 18:30 | (15–15, 13–13, 18–20, 22–15) Jegyzőkönyv |           |            | Halkapınar Sport Hall, İzmir Nézőszám: 3 850 Játékvezetők: Srdan Dozai (CRO), Jorge Vasquez (PUR), Michael Aylen (AUS) |
| augusztus 31. 18:30 | Batum 24                                 | Pont      | Kendall 15 | Halkapınar Sport Hall, İzmir Nézőszám: 3 850 Játékvezetők: Srdan Dozai (CRO), Jorge Vasquez (PUR), Michael Aylen (AUS) |
| augusztus 31. 18:30 | Batum, Koffi 7                           | Lepattanó | Anthony 5  | Halkapınar Sport Hall, İzmir Nézőszám: 3 850 Játékvezetők: Srdan Dozai (CRO), Jorge Vasquez (PUR), Michael Aylen (AUS) |
| augusztus 31. 18:30 | Diaw 5                                   | Gólpassz  | Kendall 3  | Halkapınar Sport Hall, İzmir Nézőszám: 3 850 Játékvezetők: Srdan Dozai (CRO), Jorge Vasquez (PUR), Michael Aylen (AUS) |

| augusztus 31. 21:00 | Spanyolország                           | 73–76     | Litvánia           | Halkapınar Sport Hall, İzmir Nézőszám: 7 000 Játékvezetők: Luigi Lamonica (ITA), Anthony Dewayne Jordan (USA), Milivoje Jovcic (SRB) |
| augusztus 31. 21:00 | (22–11, 21–24, 21–18, 9–23) Jegyzőkönyv |           |                    | Halkapınar Sport Hall, İzmir Nézőszám: 7 000 Játékvezetők: Luigi Lamonica (ITA), Anthony Dewayne Jordan (USA), Milivoje Jovcic (SRB) |
| augusztus 31. 21:00 | Navarro, Gasol 18                       | Pont      | Kleiza 17          | Halkapınar Sport Hall, İzmir Nézőszám: 7 000 Játékvezetők: Luigi Lamonica (ITA), Anthony Dewayne Jordan (USA), Milivoje Jovcic (SRB) |
| augusztus 31. 21:00 | Fernandez 9                             | Lepattanó | Kleiza, Javtokas 8 | Halkapınar Sport Hall, İzmir Nézőszám: 7 000 Játékvezetők: Luigi Lamonica (ITA), Anthony Dewayne Jordan (USA), Milivoje Jovcic (SRB) |
| augusztus 31. 21:00 | Garbajosa, Lopez 3                      | Gólpassz  | Kalnietis 5        | Halkapınar Sport Hall, İzmir Nézőszám: 7 000 Játékvezetők: Luigi Lamonica (ITA), Anthony Dewayne Jordan (USA), Milivoje Jovcic (SRB) |

| szeptember 1. 16:00 | Kanada                                  | 61–71     | Új-Zéland      | Halkapınar Sport Hall, İzmir Nézőszám: 1 000 Játékvezetők: Borys Ryzhyk (UKR), Milivoje Jovcic (SRB), Jakub Zamojski (POL) |
| szeptember 1. 16:00 | (8–11, 20–24, 13–12, 20–24) Jegyzőkönyv |           |                | Halkapınar Sport Hall, İzmir Nézőszám: 1 000 Játékvezetők: Borys Ryzhyk (UKR), Milivoje Jovcic (SRB), Jakub Zamojski (POL) |
| szeptember 1. 16:00 | Shepherd 15                             | Pont      | Penney 18      | Halkapınar Sport Hall, İzmir Nézőszám: 1 000 Játékvezetők: Borys Ryzhyk (UKR), Milivoje Jovcic (SRB), Jakub Zamojski (POL) |
| szeptember 1. 16:00 | Kendall 7                               | Lepattanó | Abercrombie 10 | Halkapınar Sport Hall, İzmir Nézőszám: 1 000 Játékvezetők: Borys Ryzhyk (UKR), Milivoje Jovcic (SRB), Jakub Zamojski (POL) |
| szeptember 1. 16:00 | Kendall 4                               | Gólpassz  | Tait 3         | Halkapınar Sport Hall, İzmir Nézőszám: 1 000 Játékvezetők: Borys Ryzhyk (UKR), Milivoje Jovcic (SRB), Jakub Zamojski (POL) |

| szeptember 1. 18:30 | Libanon                                  | 57–91     | Spanyolország | Halkapınar Sport Hall, İzmir Nézőszám: 3 200 Játékvezetők: Srdan Dozai (CRO), Luigi Lamonica (ITA), Heros Avanesian (IRI) |
| szeptember 1. 18:30 | (22–21, 10–22, 15–29, 10–19) Jegyzőkönyv |           |               | Halkapınar Sport Hall, İzmir Nézőszám: 3 200 Játékvezetők: Srdan Dozai (CRO), Luigi Lamonica (ITA), Heros Avanesian (IRI) |
| szeptember 1. 18:30 | Vroman 22                                | Pont      | Gasol 25      | Halkapınar Sport Hall, İzmir Nézőszám: 3 200 Játékvezetők: Srdan Dozai (CRO), Luigi Lamonica (ITA), Heros Avanesian (IRI) |
| szeptember 1. 18:30 | Vroman 9                                 | Lepattanó | Reyes 9       | Halkapınar Sport Hall, İzmir Nézőszám: 3 200 Játékvezetők: Srdan Dozai (CRO), Luigi Lamonica (ITA), Heros Avanesian (IRI) |
| szeptember 1. 18:30 | Abdelnour, Vroman 2                      | Gólpassz  | Rubio 7       | Halkapınar Sport Hall, İzmir Nézőszám: 3 200 Játékvezetők: Srdan Dozai (CRO), Luigi Lamonica (ITA), Heros Avanesian (IRI) |

| szeptember 1. 21:00 | Litvánia                                | 69–55     | Franciaország | Halkapınar Sport Hall, İzmir Nézőszám: 7 100 Játékvezetők: Jorge Vasquez (PUR), Anthony Dewayne Jordan (USA), Juan Jose Fernandez (ARG) |
| szeptember 1. 21:00 | (11–24, 13–6, 28–11, 17–14) Jegyzőkönyv |           |               | Halkapınar Sport Hall, İzmir Nézőszám: 7 100 Játékvezetők: Jorge Vasquez (PUR), Anthony Dewayne Jordan (USA), Juan Jose Fernandez (ARG) |
| szeptember 1. 21:00 | Mačiulis 19                             | Pont      | Batum 13      | Halkapınar Sport Hall, İzmir Nézőszám: 7 100 Játékvezetők: Jorge Vasquez (PUR), Anthony Dewayne Jordan (USA), Juan Jose Fernandez (ARG) |
| szeptember 1. 21:00 | Javtokas 5                              | Lepattanó | Diaw 6        | Halkapınar Sport Hall, İzmir Nézőszám: 7 100 Játékvezetők: Jorge Vasquez (PUR), Anthony Dewayne Jordan (USA), Juan Jose Fernandez (ARG) |
| szeptember 1. 21:00 | Kleiza 3                                | Gólpassz  | Batum 3       | Halkapınar Sport Hall, İzmir Nézőszám: 7 100 Játékvezetők: Jorge Vasquez (PUR), Anthony Dewayne Jordan (USA), Juan Jose Fernandez (ARG) |

| szeptember 2. 16:00 | Spanyolország                            | 89–67     | Kanada                 | Halkapınar Sport Hall, İzmir Nézőszám: 1 855 Játékvezetők: Michael Aylen (AUS), Borys Ryzhyk (UKR), Juan Jose Fernandez (ARG) |
| szeptember 2. 16:00 | (28–17, 14–20, 21–11, 26–19) Jegyzőkönyv |           |                        | Halkapınar Sport Hall, İzmir Nézőszám: 1 855 Játékvezetők: Michael Aylen (AUS), Borys Ryzhyk (UKR), Juan Jose Fernandez (ARG) |
| szeptember 2. 16:00 | Vazquez, Fernandez 19                    | Pont      | Olynyk 14              | Halkapınar Sport Hall, İzmir Nézőszám: 1 855 Játékvezetők: Michael Aylen (AUS), Borys Ryzhyk (UKR), Juan Jose Fernandez (ARG) |
| szeptember 2. 16:00 | Reyes 9                                  | Lepattanó | Anthony 6              | Halkapınar Sport Hall, İzmir Nézőszám: 1 855 Játékvezetők: Michael Aylen (AUS), Borys Ryzhyk (UKR), Juan Jose Fernandez (ARG) |
| szeptember 2. 16:00 | Rubio 8                                  | Gólpassz  | Doornekamp, Anderson 2 | Halkapınar Sport Hall, İzmir Nézőszám: 1 855 Játékvezetők: Michael Aylen (AUS), Borys Ryzhyk (UKR), Juan Jose Fernandez (ARG) |

| szeptember 2. 18:30 | Libanon                                  | 66–84     | Litvánia                       | Halkapınar Sport Hall, İzmir Nézőszám: 4 300 Játékvezetők: Jorge Vazquez (PUR), Milivoje Jovcic (SRB), Jakub Zamojski (POL) |
| szeptember 2. 18:30 | (16–16, 16–23, 19–25, 15–20) Jegyzőkönyv |           |                                | Halkapınar Sport Hall, İzmir Nézőszám: 4 300 Játékvezetők: Jorge Vazquez (PUR), Milivoje Jovcic (SRB), Jakub Zamojski (POL) |
| szeptember 2. 18:30 | Fahed 19                                 | Pont      | Seibutis 17                    | Halkapınar Sport Hall, İzmir Nézőszám: 4 300 Játékvezetők: Jorge Vazquez (PUR), Milivoje Jovcic (SRB), Jakub Zamojski (POL) |
| szeptember 2. 18:30 | Rustom, Abdelnour 6                      | Lepattanó | Andriuškevičius, Klimavičius 7 | Halkapınar Sport Hall, İzmir Nézőszám: 4 300 Játékvezetők: Jorge Vazquez (PUR), Milivoje Jovcic (SRB), Jakub Zamojski (POL) |
| szeptember 2. 18:30 | Rustom 5                                 | Gólpassz  | Delininkaitis 4                | Halkapınar Sport Hall, İzmir Nézőszám: 4 300 Játékvezetők: Jorge Vazquez (PUR), Milivoje Jovcic (SRB), Jakub Zamojski (POL) |

| szeptember 2. 21:00 | Új-Zéland                               | 82–70     | Franciaország | Halkapınar Sport Hall, İzmir Nézőszám: 3 215 Játékvezetők: Luigi Lamonica (ITA), Srdan Dozai (CRO), Heros Avanesian (IRI) |
| szeptember 2. 21:00 | (17–20, 22–5, 19–18, 24–27) Jegyzőkönyv |           |               | Halkapınar Sport Hall, İzmir Nézőszám: 3 215 Játékvezetők: Luigi Lamonica (ITA), Srdan Dozai (CRO), Heros Avanesian (IRI) |
| szeptember 2. 21:00 | Penney 25                               | Pont      | Bokolo 13     | Halkapınar Sport Hall, İzmir Nézőszám: 3 215 Játékvezetők: Luigi Lamonica (ITA), Srdan Dozai (CRO), Heros Avanesian (IRI) |
| szeptember 2. 21:00 | Vukona 6                                | Lepattanó | Pietrus 8     | Halkapınar Sport Hall, İzmir Nézőszám: 3 215 Játékvezetők: Luigi Lamonica (ITA), Srdan Dozai (CRO), Heros Avanesian (IRI) |
| szeptember 2. 21:00 | Cameron 6                               | Gólpassz  | De Colo 4     | Halkapınar Sport Hall, İzmir Nézőszám: 3 215 Játékvezetők: Luigi Lamonica (ITA), Srdan Dozai (CRO), Heros Avanesian (IRI) |

## Egyenes kieséses szakasz
|  |               |                  |                  |                  |               |                  |                  |               |               |               |                |                |                |  |  |       |       |       |
|  | Nyolcaddöntők | Nyolcaddöntők    | Nyolcaddöntők    |                  |               | Negyeddöntők     | Negyeddöntők     | Negyeddöntők  |               |               | Elődöntők      | Elődöntők      | Elődöntők      |  |  | Döntő | Döntő | Döntő |
|  | Nyolcaddöntők | Nyolcaddöntők    | Nyolcaddöntők    |                  |               | Negyeddöntők     | Negyeddöntők     | Negyeddöntők  |               |               | Elődöntők      | Elődöntők      | Elődöntők      |  |  | Döntő | Döntő | Döntő |
|  | szeptember 4. |                  |                  |                  |               |                  |                  |               |               |               |                |                |                |  |  |       |       |       |
|  |               |                  |                  |                  |               |                  |                  |               |               |               |                |                |                |  |  |       |       |       |
|  | A1            | Szerbia          | 73               |                  |               |                  |                  |               |               |               |                |                |                |  |  |       |       |       |
|  | A1            | Szerbia          | 73               | szeptember 8.    |               |                  |                  |               |               |               |                |                |                |  |  |       |       |       |
|  | B4            | Horvátország     | 72               |                  |               |                  |                  |               |               |               |                |                |                |  |  |       |       |       |
|  | B4            | Horvátország     | 72               |                  |               | Szerbia          | Szerbia          | 92            |               |               |                |                |                |  |  |       |       |       |
|  | szeptember 4. |                  |                  |                  |               | Szerbia          | Szerbia          | 92            |               |               |                |                |                |  |  |       |       |       |
|  |               |                  | Spanyolország    | Spanyolország    | 89            |                  |                  |               |               |               |                |                |                |  |  |       |       |       |
|  | D2            | Spanyolország    | Spanyolország    | Spanyolország    | 89            | 80               |                  |               |               |               |                |                |                |  |  |       |       |       |
|  | D2            | Spanyolország    |                  |                  |               | 80               | szeptember 11.   |               |               |               |                |                |                |  |  |       |       |       |
|  | C3            | Görögország      | 72               |                  |               |                  |                  |               |               |               |                |                |                |  |  |       |       |       |
|  | C3            | Görögország      | 72               |                  |               | Szerbia          | Szerbia          | 82            |               |               |                |                |                |  |  |       |       |       |
|  | szeptember 5. |                  |                  |                  |               | Szerbia          | Szerbia          | 82            |               |               |                |                |                |  |  |       |       |       |
|  |               |                  | Törökország      | Törökország      | 83            |                  |                  |               |               |               |                |                |                |  |  |       |       |       |
|  | B2            | Szlovénia        | Törökország      | Törökország      | 83            | 87               |                  |               |               |               |                |                |                |  |  |       |       |       |
|  | B2            | Szlovénia        | szeptember 8.    |                  |               | 87               |                  |               |               |               |                |                |                |  |  |       |       |       |
|  | A3            | Ausztrália       | 58               |                  |               |                  |                  |               |               |               |                |                |                |  |  |       |       |       |
|  | A3            | Ausztrália       | 58               |                  |               | Szlovénia        | Szlovénia        | 68            |               |               |                |                |                |  |  |       |       |       |
|  | szeptember 5. |                  |                  |                  |               | Szlovénia        | Szlovénia        | 68            |               |               |                |                |                |  |  |       |       |       |
|  |               |                  | Törökország      | Törökország      | 95            |                  |                  |               |               |               |                |                |                |  |  |       |       |       |
|  | C1            | Törökország      | Törökország      | Törökország      | 95            | 95               |                  |               |               |               |                |                |                |  |  |       |       |       |
|  | C1            | Törökország      |                  |                  |               | 95               | szeptember 12.   |               |               |               |                |                |                |  |  |       |       |       |
|  | D4            | Franciaország    | 77               |                  |               |                  |                  |               |               |               |                |                |                |  |  |       |       |       |
|  | D4            | Franciaország    | 77               |                  |               | Törökország      | Törökország      | 64            |               |               |                |                |                |  |  |       |       |       |
|  | szeptember 6. |                  |                  |                  |               | Törökország      | Törökország      | 64            |               |               |                |                |                |  |  |       |       |       |
|  |               |                  | Egyesült Államok | Egyesült Államok | 81            |                  |                  |               |               |               |                |                |                |  |  |       |       |       |
|  | B1            | Egyesült Államok | Egyesült Államok | Egyesült Államok | 81            | 121              |                  |               |               |               |                |                |                |  |  |       |       |       |
|  | B1            | Egyesült Államok | szeptember 9.    |                  |               | 121              |                  |               |               |               |                |                |                |  |  |       |       |       |
|  | A4            | Angola           | 66               |                  |               |                  |                  |               |               |               |                |                |                |  |  |       |       |       |
|  | A4            | Angola           | 66               |                  |               | Egyesült Államok | Egyesült Államok | 89            |               |               |                |                |                |  |  |       |       |       |
|  | szeptember 6. |                  |                  |                  |               | Egyesült Államok | Egyesült Államok | 89            |               |               |                |                |                |  |  |       |       |       |
|  |               |                  | Oroszország      | Oroszország      | 79            |                  |                  |               |               |               |                |                |                |  |  |       |       |       |
|  | C2            | Oroszország      | Oroszország      | Oroszország      | 79            | 78               |                  |               |               |               |                |                |                |  |  |       |       |       |
|  | C2            | Oroszország      |                  |                  |               | 78               | szeptember 11.   |               |               |               |                |                |                |  |  |       |       |       |
|  | D3            | Új-Zéland        | 56               |                  |               |                  |                  |               |               |               |                |                |                |  |  |       |       |       |
|  | D3            | Új-Zéland        | 56               |                  |               | Egyesült Államok | Egyesült Államok | 89            |               |               |                |                |                |  |  |       |       |       |
|  | szeptember 7. |                  |                  |                  |               | Egyesült Államok | Egyesült Államok | 89            |               |               |                |                |                |  |  |       |       |       |
|  |               |                  | Litvánia         | Litvánia         | 74            |                  |                  | Bronzmérkőzés | Bronzmérkőzés | Bronzmérkőzés |                |                |                |  |  |       |       |       |
|  | D1            | Litvánia         | Litvánia         | Litvánia         | 74            | 78               |                  |               |               | Bronzmérkőzés |                |                |                |  |  |       |       |       |
|  | D1            | Litvánia         |                  |                  | szeptember 9. | szeptember 9.    | szeptember 9.    |               |               |               | szeptember 12. | szeptember 12. | szeptember 12. |  |  |       |       |       |
|  | C4            | Kína             | 67               |                  | szeptember 9. | szeptember 9.    | szeptember 9.    |               |               |               | szeptember 12. | szeptember 12. | szeptember 12. |  |  |       |       |       |
|  | C4            | Kína             | 67               |                  |               | Litvánia         | Litvánia         | 104           | Szerbia       | Szerbia       | 88             |                |                |  |  |       |       |       |
|  | szeptember 7. |                  |                  |                  |               | Litvánia         | Litvánia         | 104           | Szerbia       | Szerbia       | 88             |                |                |  |  |       |       |       |
|  |               |                  | Argentína        | Argentína        | 85            |                  |                  | Litvánia      | Litvánia      | 99            |                |                |                |  |  |       |       |       |
|  | A2            | Argentína        | Argentína        | Argentína        | 85            | 93               |                  | Litvánia      | Litvánia      | 99            |                |                |                |  |  |       |       |       |
|  | A2            | Argentína        |                  |                  |               |                  |                  |               |               |               |                |                |                |  |  |       |       |       |
|  | B3            | Brazília         | 89               |                  |               |                  |                  |               |               |               |                |                |                |  |  |       |       |       |
|  | B3            | Brazília         | 89               |                  |               |                  |                  |               |               |               |                |                |                |  |  |       |       |       |

### Az 5–8. helyért
|  |                 |                 |                 |                |    |               |               |               |
|  | Az 5–8. helyért | Az 5–8. helyért | Az 5–8. helyért |                |    | Az 5. helyért | Az 5. helyért | Az 5. helyért |
|  | Az 5–8. helyért | Az 5–8. helyért | Az 5–8. helyért |                |    | Az 5. helyért | Az 5. helyért | Az 5. helyért |
|  | szeptember 10.  |                 |                 |                |    |               |               |               |
|  |                 |                 |                 |                |    |               |               |               |
|  | Spanyolország   | Spanyolország   | 97              |                |    |               |               |               |
|  | Spanyolország   | Spanyolország   | 97              | szeptember 12. |    |               |               |               |
|  | Szlovénia       | Szlovénia       | 80              |                |    |               |               |               |
|  | Szlovénia       | Szlovénia       | 80              |                |    | Spanyolország | Spanyolország | 81            |
|  | szeptember 10.  |                 |                 |                |    | Spanyolország | Spanyolország | 81            |
|  |                 |                 | Argentína       | Argentína      | 86 |               |               |               |
|  | Oroszország     | Oroszország     | Argentína       | Argentína      | 86 | 61            |               |               |
|  | Oroszország     | Oroszország     |                 |                |    |               |               |               |
|  | Argentína       | Argentína       | 73              |                |    |               |               |               |
|  | Argentína       | Argentína       | 73              | A 7. helyért   |    |               |               |               |
|  |                 |                 |                 |                |    |               |               |               |
|  | szeptember 11.  |                 |                 |                |    |               |               |               |
|  |                 |                 |                 |                |    |               |               |               |
|  | Szlovénia       | Szlovénia       | 78              |                |    |               |               |               |
|  | Szlovénia       | Szlovénia       | 78              |                |    |               |               |               |
|  | Oroszország     | Oroszország     | 83              |                |    |               |               |               |
|  | Oroszország     | Oroszország     | 83              |                |    |               |               |               |

### Nyolcaddöntők
| szeptember 4. 18:00 | Szerbia                                 | 73–72     | Horvátország | Sinan Erdem Dome, Isztambul Nézőszám: 15 000 Játékvezetők: Cristiano Jesus Maranho (BRA), Anthony Dewayne Jordan (USA), Scott Jason Butler (AUS) |
| szeptember 4. 18:00 | (19–27, 15–9, 20–14, 19–22) Jegyzőkönyv |           |              | Sinan Erdem Dome, Isztambul Nézőszám: 15 000 Játékvezetők: Cristiano Jesus Maranho (BRA), Anthony Dewayne Jordan (USA), Scott Jason Butler (AUS) |
| szeptember 4. 18:00 | Krstić 16                               | Pont      | Popović 21   | Sinan Erdem Dome, Isztambul Nézőszám: 15 000 Játékvezetők: Cristiano Jesus Maranho (BRA), Anthony Dewayne Jordan (USA), Scott Jason Butler (AUS) |
| szeptember 4. 18:00 | Tepić 7                                 | Lepattanó | Tomić 8      | Sinan Erdem Dome, Isztambul Nézőszám: 15 000 Játékvezetők: Cristiano Jesus Maranho (BRA), Anthony Dewayne Jordan (USA), Scott Jason Butler (AUS) |
| szeptember 4. 18:00 | Tepić 4                                 | Gólpassz  | Popović 5    | Sinan Erdem Dome, Isztambul Nézőszám: 15 000 Játékvezetők: Cristiano Jesus Maranho (BRA), Anthony Dewayne Jordan (USA), Scott Jason Butler (AUS) |

| szeptember 4. 21:00 | Spanyolország                            | 80–72     | Görögország           | Sinan Erdem Dome, Isztambul Nézőszám: 15 000 Játékvezetők: Jose Anibal Carrion (PUR), William Gene Kennedy(USA), Reynaldo Antonio Mercedes Sanchez (DOM) |
| szeptember 4. 21:00 | (22–19, 15–12, 15–20, 28–21) Jegyzőkönyv |           |                       | Sinan Erdem Dome, Isztambul Nézőszám: 15 000 Játékvezetők: Jose Anibal Carrion (PUR), William Gene Kennedy(USA), Reynaldo Antonio Mercedes Sanchez (DOM) |
| szeptember 4. 21:00 | Navarro 22                               | Pont      | Zisis, Diamantidis 16 | Sinan Erdem Dome, Isztambul Nézőszám: 15 000 Játékvezetők: Jose Anibal Carrion (PUR), William Gene Kennedy(USA), Reynaldo Antonio Mercedes Sanchez (DOM) |
| szeptember 4. 21:00 | Reyes 10                                 | Lepattanó | Fotsis 7              | Sinan Erdem Dome, Isztambul Nézőszám: 15 000 Játékvezetők: Jose Anibal Carrion (PUR), William Gene Kennedy(USA), Reynaldo Antonio Mercedes Sanchez (DOM) |
| szeptember 4. 21:00 | Rubio 6                                  | Gólpassz  | Spanoulis 3           | Sinan Erdem Dome, Isztambul Nézőszám: 15 000 Játékvezetők: Jose Anibal Carrion (PUR), William Gene Kennedy(USA), Reynaldo Antonio Mercedes Sanchez (DOM) |

| szeptember 5. 18:00 | Szlovénia                               | 87–58     | Ausztrália | Sinan Erdem Dome, Isztambul Nézőszám: 15 000 Játékvezetők: Romualdas Brazauskas (LTU), Stephen Seibel (CAN), Juan Jose Fernandez (ARG) |
| szeptember 5. 18:00 | (16–8, 26–13, 29–24, 16–13) Jegyzőkönyv |           |            | Sinan Erdem Dome, Isztambul Nézőszám: 15 000 Játékvezetők: Romualdas Brazauskas (LTU), Stephen Seibel (CAN), Juan Jose Fernandez (ARG) |
| szeptember 5. 18:00 | Lakovič 19                              | Pont      | Ingles 13  | Sinan Erdem Dome, Isztambul Nézőszám: 15 000 Játékvezetők: Romualdas Brazauskas (LTU), Stephen Seibel (CAN), Juan Jose Fernandez (ARG) |
| szeptember 5. 18:00 | Rizvić 5                                | Lepattanó | Nielsen 8  | Sinan Erdem Dome, Isztambul Nézőszám: 15 000 Játékvezetők: Romualdas Brazauskas (LTU), Stephen Seibel (CAN), Juan Jose Fernandez (ARG) |
| szeptember 5. 18:00 | Dragić 8                                | Gólpassz  | Mills 3    | Sinan Erdem Dome, Isztambul Nézőszám: 15 000 Játékvezetők: Romualdas Brazauskas (LTU), Stephen Seibel (CAN), Juan Jose Fernandez (ARG) |

| szeptember 5. 21:00 | Törökország                              | 95–77     | Franciaország   | Sinan Erdem Dome, Isztambul Nézőszám: 15 000 Játékvezetők: Pablo Alberto Estevez (ARG), Jorge Vazquez (PUR), Luigi Lamonica (ITA) |
| szeptember 5. 21:00 | (19–14, 24–14, 28–17, 24–32) Jegyzőkönyv |           |                 | Sinan Erdem Dome, Isztambul Nézőszám: 15 000 Játékvezetők: Pablo Alberto Estevez (ARG), Jorge Vazquez (PUR), Luigi Lamonica (ITA) |
| szeptember 5. 21:00 | Türkoğlu 20                              | Pont      | Diaw 21         | Sinan Erdem Dome, Isztambul Nézőszám: 15 000 Játékvezetők: Pablo Alberto Estevez (ARG), Jorge Vazquez (PUR), Luigi Lamonica (ITA) |
| szeptember 5. 21:00 | İlyasova, Aşık 5                         | Lepattanó | Diaw 5          | Sinan Erdem Dome, Isztambul Nézőszám: 15 000 Játékvezetők: Pablo Alberto Estevez (ARG), Jorge Vazquez (PUR), Luigi Lamonica (ITA) |
| szeptember 5. 21:00 | Güler, Tunçeri, Türkoğlu 3               | Gólpassz  | Diaw, Piétrus 4 | Sinan Erdem Dome, Isztambul Nézőszám: 15 000 Játékvezetők: Pablo Alberto Estevez (ARG), Jorge Vazquez (PUR), Luigi Lamonica (ITA) |

| szeptember 6. 18:00 | Egyesült Államok                         | 121–66    | Angola     | Sinan Erdem Dome, Isztambul Nézőszám: 15 000 Játékvezetők: Milivoje Jovcic (SRB), Borys Ryzhyk (UKR), Samir Abaakil (MAR) |
| szeptember 6. 18:00 | (33–13, 32–25, 26–18, 30–10) Jegyzőkönyv |           |            | Sinan Erdem Dome, Isztambul Nézőszám: 15 000 Játékvezetők: Milivoje Jovcic (SRB), Borys Ryzhyk (UKR), Samir Abaakil (MAR) |
| szeptember 6. 18:00 | Billups 19                               | Pont      | Gomes 21   | Sinan Erdem Dome, Isztambul Nézőszám: 15 000 Játékvezetők: Milivoje Jovcic (SRB), Borys Ryzhyk (UKR), Samir Abaakil (MAR) |
| szeptember 6. 18:00 | Odom 8                                   | Lepattanó | Ambrosio 7 | Sinan Erdem Dome, Isztambul Nézőszám: 15 000 Játékvezetők: Milivoje Jovcic (SRB), Borys Ryzhyk (UKR), Samir Abaakil (MAR) |
| szeptember 6. 18:00 | Rose, Westbrook 6                        | Gólpassz  | Morais 4   | Sinan Erdem Dome, Isztambul Nézőszám: 15 000 Játékvezetők: Milivoje Jovcic (SRB), Borys Ryzhyk (UKR), Samir Abaakil (MAR) |

| szeptember 6. 21:00 | Oroszország                              | 78–56     | Új-Zéland               | Sinan Erdem Dome, Isztambul Nézőszám: 15 000 Játékvezetők: Sasa Pukl (SLO), David Chambon (FRA), Marcos Fornies Benito (BRA) |
| szeptember 6. 21:00 | (13–15, 18–12, 20–13, 27–16) Jegyzőkönyv |           |                         | Sinan Erdem Dome, Isztambul Nézőszám: 15 000 Játékvezetők: Sasa Pukl (SLO), David Chambon (FRA), Marcos Fornies Benito (BRA) |
| szeptember 6. 21:00 | Vorontsevich 18                          | Pont      | Penney 21               | Sinan Erdem Dome, Isztambul Nézőszám: 15 000 Játékvezetők: Sasa Pukl (SLO), David Chambon (FRA), Marcos Fornies Benito (BRA) |
| szeptember 6. 21:00 | Vorontsevich 11                          | Lepattanó | Vukona 5                | Sinan Erdem Dome, Isztambul Nézőszám: 15 000 Játékvezetők: Sasa Pukl (SLO), David Chambon (FRA), Marcos Fornies Benito (BRA) |
| szeptember 6. 21:00 | Ponkrashov 7                             | Gólpassz  | Penney, Vukona, Frank 2 | Sinan Erdem Dome, Isztambul Nézőszám: 15 000 Játékvezetők: Sasa Pukl (SLO), David Chambon (FRA), Marcos Fornies Benito (BRA) |

| szeptember 7. 18:00 | Litvánia                                 | 78–67     | Kína                           | Sinan Erdem Dome, Isztambul Nézőszám: 15 000 Játékvezetők: Christos Christodoulou (GRE), Recep Ankarali (TUR), Yuji Hirahara (JPN) |
| szeptember 7. 18:00 | (17–22, 26–18, 21–11, 14–16) Jegyzőkönyv |           |                                | Sinan Erdem Dome, Isztambul Nézőszám: 15 000 Játékvezetők: Christos Christodoulou (GRE), Recep Ankarali (TUR), Yuji Hirahara (JPN) |
| szeptember 7. 18:00 | Kleiza 30                                | Pont      | Liu W. 21                      | Sinan Erdem Dome, Isztambul Nézőszám: 15 000 Játékvezetők: Christos Christodoulou (GRE), Recep Ankarali (TUR), Yuji Hirahara (JPN) |
| szeptember 7. 18:00 | Kleiza 9                                 | Lepattanó | Yi J.L. 12                     | Sinan Erdem Dome, Isztambul Nézőszám: 15 000 Játékvezetők: Christos Christodoulou (GRE), Recep Ankarali (TUR), Yuji Hirahara (JPN) |
| szeptember 7. 18:00 | Kalnietis 5                              | Gólpassz  | Liu W., Wang Z.Z., Wang S.P. 3 | Sinan Erdem Dome, Isztambul Nézőszám: 15 000 Játékvezetők: Christos Christodoulou (GRE), Recep Ankarali (TUR), Yuji Hirahara (JPN) |

| szeptember 7. 21:00 | Argentína                                | 93–89     | Brazília                             | Sinan Erdem Dome, Isztambul Nézőszám: 15 000 Játékvezetők: Carl Jungebrand (FIN), Juan Arteaga (ESP), Ilija Belosevic (SRB) |
| szeptember 7. 21:00 | (25–25, 21–23, 20–18, 27–23) Jegyzőkönyv |           |                                      | Sinan Erdem Dome, Isztambul Nézőszám: 15 000 Játékvezetők: Carl Jungebrand (FIN), Juan Arteaga (ESP), Ilija Belosevic (SRB) |
| szeptember 7. 21:00 | Scola 37                                 | Pont      | Huertas 34                           | Sinan Erdem Dome, Isztambul Nézőszám: 15 000 Játékvezetők: Carl Jungebrand (FIN), Juan Arteaga (ESP), Ilija Belosevic (SRB) |
| szeptember 7. 21:00 | Scola 9                                  | Lepattanó | Splitter, Varejão 5                  | Sinan Erdem Dome, Isztambul Nézőszám: 15 000 Játékvezetők: Carl Jungebrand (FIN), Juan Arteaga (ESP), Ilija Belosevic (SRB) |
| szeptember 7. 21:00 | Prigioni 8                               | Gólpassz  | Splitter, Barbosa, Huertas, Garcia 2 | Sinan Erdem Dome, Isztambul Nézőszám: 15 000 Játékvezetők: Carl Jungebrand (FIN), Juan Arteaga (ESP), Ilija Belosevic (SRB) |

### Negyeddöntők
| szeptember 8. 18:00 | Szerbia                                  | 92–89     | Spanyolország | Sinan Erdem Dome, Isztambul Nézőszám: 15 000 Játékvezetők: Pablo Alberto Estevez (ARG), William Gene Kennedy(USA), Michael Aylen (AUS) |
| szeptember 8. 18:00 | (27–23, 22–18, 18–23, 25–25) Jegyzőkönyv |           |               | Sinan Erdem Dome, Isztambul Nézőszám: 15 000 Játékvezetők: Pablo Alberto Estevez (ARG), William Gene Kennedy(USA), Michael Aylen (AUS) |
| szeptember 8. 18:00 | Kešelj, Veličković 17                    | Pont      | Navarro 27    | Sinan Erdem Dome, Isztambul Nézőszám: 15 000 Játékvezetők: Pablo Alberto Estevez (ARG), William Gene Kennedy(USA), Michael Aylen (AUS) |
| szeptember 8. 18:00 | Krstić 9                                 | Lepattanó | Garbajosa 6   | Sinan Erdem Dome, Isztambul Nézőszám: 15 000 Játékvezetők: Pablo Alberto Estevez (ARG), William Gene Kennedy(USA), Michael Aylen (AUS) |
| szeptember 8. 18:00 | Teodosić 8                               | Gólpassz  | Navarro 5     | Sinan Erdem Dome, Isztambul Nézőszám: 15 000 Játékvezetők: Pablo Alberto Estevez (ARG), William Gene Kennedy(USA), Michael Aylen (AUS) |

| szeptember 8. 21:00 | Szlovénia                                | 68–95     | Törökország             | Sinan Erdem Dome, Isztambul Nézőszám: 15 000 Játékvezetők: Jose Anibal Carrion (PUR), Anthony Dewayne Jordan (USA), Cristiano Jesus Maranho (BRA) |
| szeptember 8. 21:00 | (14–27, 17–23, 12–21, 25–24) Jegyzőkönyv |           |                         | Sinan Erdem Dome, Isztambul Nézőszám: 15 000 Játékvezetők: Jose Anibal Carrion (PUR), Anthony Dewayne Jordan (USA), Cristiano Jesus Maranho (BRA) |
| szeptember 8. 21:00 | Bečirovič, Nachbar 16                    | Pont      | İlyasova 19             | Sinan Erdem Dome, Isztambul Nézőszám: 15 000 Játékvezetők: Jose Anibal Carrion (PUR), Anthony Dewayne Jordan (USA), Cristiano Jesus Maranho (BRA) |
| szeptember 8. 21:00 | Brezec 5                                 | Lepattanó | İlyasova, Erden, Aşık 5 | Sinan Erdem Dome, Isztambul Nézőszám: 15 000 Játékvezetők: Jose Anibal Carrion (PUR), Anthony Dewayne Jordan (USA), Cristiano Jesus Maranho (BRA) |
| szeptember 8. 21:00 | Bečirovič 6                              | Gólpassz  | Türkoğlu 7              | Sinan Erdem Dome, Isztambul Nézőszám: 15 000 Játékvezetők: Jose Anibal Carrion (PUR), Anthony Dewayne Jordan (USA), Cristiano Jesus Maranho (BRA) |

| szeptember 9. 18:00 | Egyesült Államok                         | 89–79     | Oroszország     | Sinan Erdem Dome, Isztambul Nézőszám: 15 000 Játékvezetők: Reynaldo Antonio Mercedes Sanchez (DOM), Jose Martin (ESP, Jakob Zamojski (POL) |
| szeptember 9. 18:00 | (25–25, 19–14, 26–17, 19–23) Jegyzőkönyv |           |                 | Sinan Erdem Dome, Isztambul Nézőszám: 15 000 Játékvezetők: Reynaldo Antonio Mercedes Sanchez (DOM), Jose Martin (ESP, Jakob Zamojski (POL) |
| szeptember 9. 18:00 | Durant 33                                | Pont      | Bykov 17        | Sinan Erdem Dome, Isztambul Nézőszám: 15 000 Játékvezetők: Reynaldo Antonio Mercedes Sanchez (DOM), Jose Martin (ESP, Jakob Zamojski (POL) |
| szeptember 9. 18:00 | Odom 12                                  | Lepattanó | Vorontsevich 12 | Sinan Erdem Dome, Isztambul Nézőszám: 15 000 Játékvezetők: Reynaldo Antonio Mercedes Sanchez (DOM), Jose Martin (ESP, Jakob Zamojski (POL) |
| szeptember 9. 18:00 | Billups 5                                | Gólpassz  | Khvostov 5      | Sinan Erdem Dome, Isztambul Nézőszám: 15 000 Játékvezetők: Reynaldo Antonio Mercedes Sanchez (DOM), Jose Martin (ESP, Jakob Zamojski (POL) |

| szeptember 9. 21:00 | Litvánia                                 | 104–85    | Argentína       | Sinan Erdem Dome, Isztambul Nézőszám: 15 000 Játékvezetők: Jorge Vasquez (PUR), Guerrino Cerebuch (ITA), Scott Jason Butler (AUS) |
| szeptember 9. 21:00 | (28–18, 22–12, 35–23, 19–32) Jegyzőkönyv |           |                 | Sinan Erdem Dome, Isztambul Nézőszám: 15 000 Játékvezetők: Jorge Vasquez (PUR), Guerrino Cerebuch (ITA), Scott Jason Butler (AUS) |
| szeptember 9. 21:00 | Jasaitis 19                              | Pont      | Delfino 25      | Sinan Erdem Dome, Isztambul Nézőszám: 15 000 Játékvezetők: Jorge Vasquez (PUR), Guerrino Cerebuch (ITA), Scott Jason Butler (AUS) |
| szeptember 9. 21:00 | Kleiza 9                                 | Lepattanó | Oberto, Jasen 5 | Sinan Erdem Dome, Isztambul Nézőszám: 15 000 Játékvezetők: Jorge Vasquez (PUR), Guerrino Cerebuch (ITA), Scott Jason Butler (AUS) |
| szeptember 9. 21:00 | Kalnietis, Jankūnas 5                    | Gólpassz  | Prigioni 6      | Sinan Erdem Dome, Isztambul Nézőszám: 15 000 Játékvezetők: Jorge Vasquez (PUR), Guerrino Cerebuch (ITA), Scott Jason Butler (AUS) |

### Elődöntők
| szeptember 11. 19:00 | Egyesült Államok                         | 89–74     | Litvánia                                     | Sinan Erdem Dome, Isztambul Nézőszám: 15 000 Játékvezetők: Carl Jungebrand (FIN), Sasa Pukl (SLO), Marcos Fornies Benito (BRA) |
| szeptember 11. 19:00 | (23–12, 19–15, 23–26, 24–21) Jegyzőkönyv |           |                                              | Sinan Erdem Dome, Isztambul Nézőszám: 15 000 Játékvezetők: Carl Jungebrand (FIN), Sasa Pukl (SLO), Marcos Fornies Benito (BRA) |
| szeptember 11. 19:00 | Durant 38                                | Pont      | Javtokas 15                                  | Sinan Erdem Dome, Isztambul Nézőszám: 15 000 Játékvezetők: Carl Jungebrand (FIN), Sasa Pukl (SLO), Marcos Fornies Benito (BRA) |
| szeptember 11. 19:00 | Odom 10                                  | Lepattanó | Javtokas 9                                   | Sinan Erdem Dome, Isztambul Nézőszám: 15 000 Játékvezetők: Carl Jungebrand (FIN), Sasa Pukl (SLO), Marcos Fornies Benito (BRA) |
| szeptember 11. 19:00 | Billups, Rose, Westbrook 3               | Gólpassz  | Kalnietis, Mačiulis, Pocius, Delininkaitis 2 | Sinan Erdem Dome, Isztambul Nézőszám: 15 000 Játékvezetők: Carl Jungebrand (FIN), Sasa Pukl (SLO), Marcos Fornies Benito (BRA) |

| szeptember 11. 21:30 | Szerbia                                  | 82–83     | Törökország | Sinan Erdem Dome, Isztambul Nézőszám: 15 000 Játékvezetők: Jose Anibal Carrion (PUR), Pablo Alberto Estevez (ARG), Reynaldo Antonio Mercedes Sanchez (DOM) |
| szeptember 11. 21:30 | (20–17, 22–18, 21–25, 19–23) Jegyzőkönyv |           |             | Sinan Erdem Dome, Isztambul Nézőszám: 15 000 Játékvezetők: Jose Anibal Carrion (PUR), Pablo Alberto Estevez (ARG), Reynaldo Antonio Mercedes Sanchez (DOM) |
| szeptember 11. 21:30 | Kešelj 18                                | Pont      | Türkoğlu 16 | Sinan Erdem Dome, Isztambul Nézőszám: 15 000 Játékvezetők: Jose Anibal Carrion (PUR), Pablo Alberto Estevez (ARG), Reynaldo Antonio Mercedes Sanchez (DOM) |
| szeptember 11. 21:30 | Kešelj, Krstić 7                         | Lepattanó | Aşık 7      | Sinan Erdem Dome, Isztambul Nézőszám: 15 000 Játékvezetők: Jose Anibal Carrion (PUR), Pablo Alberto Estevez (ARG), Reynaldo Antonio Mercedes Sanchez (DOM) |
| szeptember 11. 21:30 | Teodosić 11                              | Gólpassz  | Tunçeri 5   | Sinan Erdem Dome, Isztambul Nézőszám: 15 000 Játékvezetők: Jose Anibal Carrion (PUR), Pablo Alberto Estevez (ARG), Reynaldo Antonio Mercedes Sanchez (DOM) |

### Bronzmérkőzés
| szeptember 12. 19:00 | Szerbia                                  | 88–99     | Litvánia    | Sinan Erdem Dome, Isztambul Nézőszám: 15 000 Játékvezetők: Jorge Vasquez (PUR), Anthony Dewayne Jordan (USA), Christos Christodoulou (GRE) |
| szeptember 12. 19:00 | (22–23, 16–25, 16–24, 34–27) Jegyzőkönyv |           |             | Sinan Erdem Dome, Isztambul Nézőszám: 15 000 Játékvezetők: Jorge Vasquez (PUR), Anthony Dewayne Jordan (USA), Christos Christodoulou (GRE) |
| szeptember 12. 19:00 | Veličković 18                            | Pont      | Kleiza 33   | Sinan Erdem Dome, Isztambul Nézőszám: 15 000 Játékvezetők: Jorge Vasquez (PUR), Anthony Dewayne Jordan (USA), Christos Christodoulou (GRE) |
| szeptember 12. 19:00 | Krstić 8                                 | Lepattanó | Jasaitis 10 | Sinan Erdem Dome, Isztambul Nézőszám: 15 000 Játékvezetők: Jorge Vasquez (PUR), Anthony Dewayne Jordan (USA), Christos Christodoulou (GRE) |
| szeptember 12. 19:00 | Rašić 10                                 | Gólpassz  | Kleiza 4    | Sinan Erdem Dome, Isztambul Nézőszám: 15 000 Játékvezetők: Jorge Vasquez (PUR), Anthony Dewayne Jordan (USA), Christos Christodoulou (GRE) |

### Döntő
| szeptember 12. 21:30 | Törökország                              | 64–81     | Egyesült Államok | Sinan Erdem Dome, Isztambul Nézőszám: 15 000 Játékvezetők: Cristiano Jesus Maranho (BRA), Luigi Lamonica (ITA), Juan Arteaga (ESP) |
| szeptember 12. 21:30 | (17–22, 15–20, 16–19, 16–20) Jegyzőkönyv |           |                  | Sinan Erdem Dome, Isztambul Nézőszám: 15 000 Játékvezetők: Cristiano Jesus Maranho (BRA), Luigi Lamonica (ITA), Juan Arteaga (ESP) |
| szeptember 12. 21:30 | Türkoğlu 16                              | Pont      | Durant 28        | Sinan Erdem Dome, Isztambul Nézőszám: 15 000 Játékvezetők: Cristiano Jesus Maranho (BRA), Luigi Lamonica (ITA), Juan Arteaga (ESP) |
| szeptember 12. 21:30 | İlyasova 11                              | Lepattanó | Odom 11          | Sinan Erdem Dome, Isztambul Nézőszám: 15 000 Játékvezetők: Cristiano Jesus Maranho (BRA), Luigi Lamonica (ITA), Juan Arteaga (ESP) |
| szeptember 12. 21:30 | Tunçeri 5                                | Gólpassz  | Rose 6           | Sinan Erdem Dome, Isztambul Nézőszám: 15 000 Játékvezetők: Cristiano Jesus Maranho (BRA), Luigi Lamonica (ITA), Juan Arteaga (ESP) |

| A 2010-es férfi kosárlabda-világbajnokság győztese |
| -------------------------------------------------- |
| · Egyesült Államok · 4. cím                        |

## Végeredmény
Csak az első 8 helyért játszottak helyosztó mérkőzéseket.
| Helyezés | Csapat           | M | Gy | V | P+  | P–  | Pk   | P  |  |
| -------- | ---------------- | - | -- | - | --- | --- | ---- | -- |  |
| Arany    | Egyesült Államok | 9 | 9  | 0 | 835 | 614 | +221 | 18 |  |
| Ezüst    | Törökország      | 9 | 8  | 1 | 730 | 593 | +137 | 17 |  |
| Bronz    | Litvánia         | 9 | 8  | 1 | 746 | 670 | +76  | 17 |  |
| 4.       | Szerbia          | 9 | 6  | 3 | 800 | 699 | +101 | 15 |  |
|          |                  |   |    |   |     |     |      |    |  |
| 5.       | Argentína        | 9 | 7  | 2 | 750 | 714 | +36  | 16 |  |
| 6.       | Spanyolország    | 9 | 5  | 4 | 767 | 686 | +81  | 14 |  |
| 7.       | Oroszország      | 9 | 6  | 3 | 666 | 642 | +24  | 15 |  |
| 8.       | Szlovénia        | 9 | 5  | 4 | 706 | 709 | –3   | 14 |  |
|          |                  |   |    |   |     |     |      |    |  |
| 9.       | Brazília         | 6 | 3  | 3 | 487 | 447 | +40  | 9  |  |
| 10.      | Görögország      | 6 | 3  | 3 | 475 | 450 | +25  | 9  |  |
| 11.      | Ausztrália       | 6 | 3  | 3 | 439 | 428 | +11  | 9  |  |
| 12.      | Új-Zéland        | 6 | 3  | 3 | 480 | 478 | +2   | 9  |  |
| 13.      | Franciaország    | 6 | 3  | 3 | 428 | 434 | –6   | 9  |  |
| 14.      | Horvátország     | 6 | 2  | 4 | 467 | 480 | –13  | 8  |  |
| 15.      | Angola           | 6 | 2  | 4 | 406 | 535 | –129 | 8  |  |
| 16.      | Kína             | 6 | 1  | 5 | 427 | 500 | –73  | 7  |  |
|          |                  |   |    |   |     |     |      |    |  |
| 17.      | Németország      | 5 | 2  | 3 | 378 | 402 | –24  | 7  |  |
| 18.      | Puerto Rico      | 5 | 1  | 4 | 386 | 401 | −15  | 6  |  |
| 19.      | Irán             | 5 | 1  | 4 | 301 | 367 | −66  | 6  |  |
| 20.      | Elefántcsontpart | 5 | 1  | 4 | 334 | 417 | −83  | 6  |  |
| 21.      | Libanon          | 5 | 1  | 4 | 339 | 440 | −101 | 6  |  |
| 22.      | Kanada           | 5 | 0  | 5 | 330 | 379 | −49  | 5  |  |
| 23.      | Jordánia         | 5 | 0  | 5 | 361 | 446 | −85  | 5  |  |
| 24.      | Tunézia          | 5 | 0  | 5 | 300 | 407 | −107 | 5  |  |